# Organisation sanitaire durant la guerre de Sécession

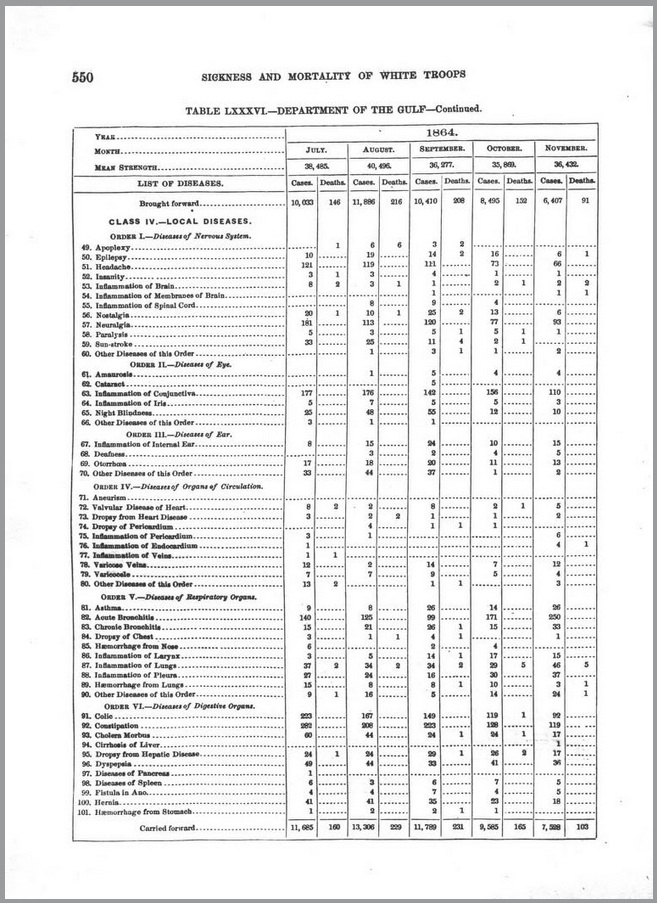
Page 550 du Medical and Surgical History of the War of the Rebellion (vol. 1 part I). Un des tableaux récapitulatifs des pertes dans les troupes blanches de l'Union pour le théâtre du Golfe du Mexique. Ce seul volume contient plus de 700 pages de tableaux statistiques.

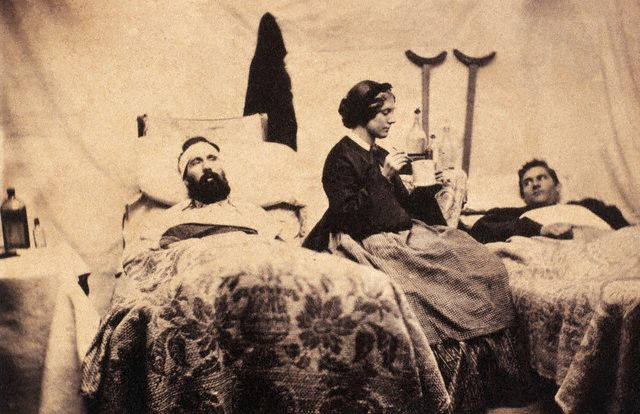
Une infirmière confédérée, identifiée comme Anne Bell, assiste deux blessés de l'Union. Photo prise à Nashville (Tennessee).

Le déclenchement de la guerre de Sécession trouva l'armée américaine (et donc chacun des deux camps) peu préparée à faire face aux conséquences sanitaires massives d'un conflit moderne « se déroulant à la fin du Moyen Âge médical ».
Handicapés par l'absence de discipline qui régnait dans les nouveaux régiments de volontaires les belligérants furent dépassés, dès les premiers engagements, par l'afflux de blessés et de malades. Après s'être rendu compte qu'il s'agirait d'une guerre longue, ils mirent péniblement en place des organisations sanitaires adaptées à la dimension et aux enjeux du conflit.
Les quatre années de guerre suffirent à peine à résoudre tous les problèmes soulevés tant par le suivi sanitaire d'importants corps d'armées que par la violence des combats et à mettre au service des malades comme des blessés les progrès techniques qui, d'autre part, alimentaient l'hécatombe. Encore la situation resta-t-elle très bigarrée et, selon l'année, le théâtre d'opérations, les ressources et les hasards de la guerre, les belligérants eurent recours, en matière sanitaire, à une improvisation permanente combinant parfois une organisation moderne avec des modes opératoires très dégradés.
À de rares exceptions près, les Confédérés adoptèrent une organisation identique à celle de l'Union, mais, moins bien financés et équipés, durent profiter, en matière d'organisation sanitaire, des progrès observés chez leurs adversaires.
Dans les deux camps, des organisations caritatives très actives appuyèrent, parfois de manière significative, les efforts des services sanitaires des armées.
Du fait de l'expérience humaine et professionnelle qu'elle a constituée pour de nombreux professionnels de santé, comme par les avancées qu'elle a apportées en matière d'organisation des soins, d'architecture sanitaire et de formation du corps médical et du corps infirmier, la guerre de Sécession a constitué un tournant, non seulement pour la médecine militaire, mais pour la médecine en général.
Ce n'est qu'après la fin de la guerre de Sécession que les États-Unis purent tirer tous les enseignements sanitaires du conflit, grâce notamment à une exploitation statistique méticuleuse de l'énorme masse de données médicales soigneusement recueillies par les médecins de terrain, sur le front, dans les hôpitaux et dans les camps de prisonniers.

## Situation de la médecine militaire au déclenchement de la guerre

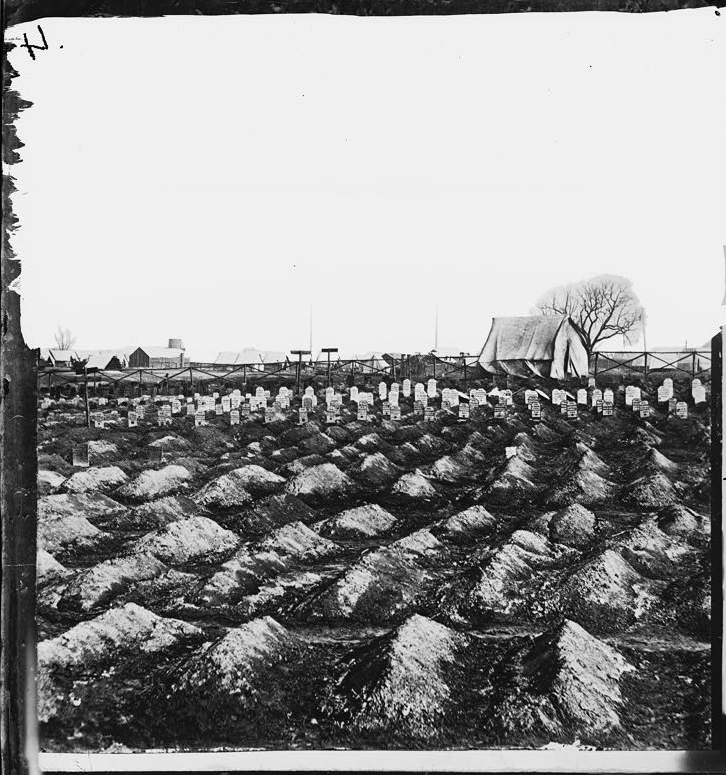
Tombes de soldats à côté de l'hôpital général de City Point (Virginie). Bibliothèque du Congrès LC-B811- 2522.

Le dernier grand conflit qui avait mobilisé les forces armées des États-Unis avait été la guerre du Mexique (1846-1848), qui n'avait pas fondamentalement modifié l'organisation du service de santé. Thomas Lawson, alors Surgeon general, n'en avait pas profité pour obtenir, pour son service, davantage de moyens ou de considération. Le Sénat était revenu sur certaines réformes promulguées en 1847, l'état-major avait souvent ignoré ce qu'il en restait et, à la veille de la guerre de Sécession, l'armée de terre des États-Unis, composée de moins de 15 000 hommes, listait, dans ses effectifs permanents, 30 postes de chirurgiens et 83 postes d'adjoints. Encore ces postes n'étaient-ils pas tous pourvus, la bureaucratie, les conditions d'emploi et les avanies infligées par les autres officiers conduisant de nombreux médecins à quitter l'armée. Cette situation impliquait le recours massif à des contractuels, dont le budget atteignait, dans les années 1850, les 24 000 $ par an.
Du point de vue de l'organisation, trop lourde au sommet et insuffisante sur le terrain, comme de la mentalité, passéiste, les services de santé des belligérants n'étaient absolument pas préparés à affronter le premier grand conflit de l'ère moderne.
Du point de vue médical, la médecine militaire n'avait aucune raison d'être plus avancée que la science en général : après celles de Semmelweis, les découvertes de Pasteur et de Lister sur la contagion et l'asepsie ne seront achevées, acceptées et rendues publiques qu'au milieu des années 1860, trop tard pour influer sur le cours du conflit. De ce fait, « les médecins de la guerre de Sécession n'avaient pas conscience des rapports entre l'eau et la typhoïde, entre les instruments non stérilisés et l'infection, entre les moustiques et le paludisme. Les concepts d'asepsie et d'antisepsie n'existaient pas encore. Les médecins ne risquaient pas de concevoir la notion d'antibiotiques, puisqu'ils ignoraient pratiquement tout des bactéries contre lesquelles ceux-ci sont censés lutter ».

## Le rôle de la société civile et des organisations caritatives

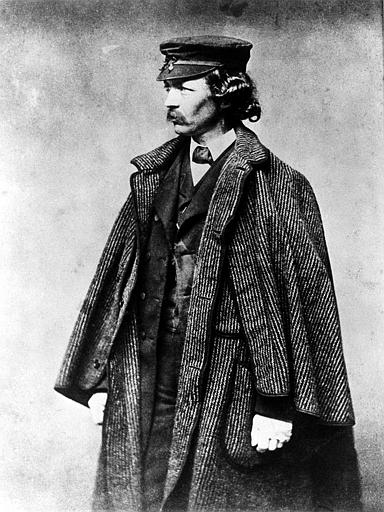
Frederick Law Olmsted photographié en 1857 : l'architecte de Central Park fut, pendant la guerre de Sécession, le Secrétaire exécutif de la très puissante et très active Sanitary commission.

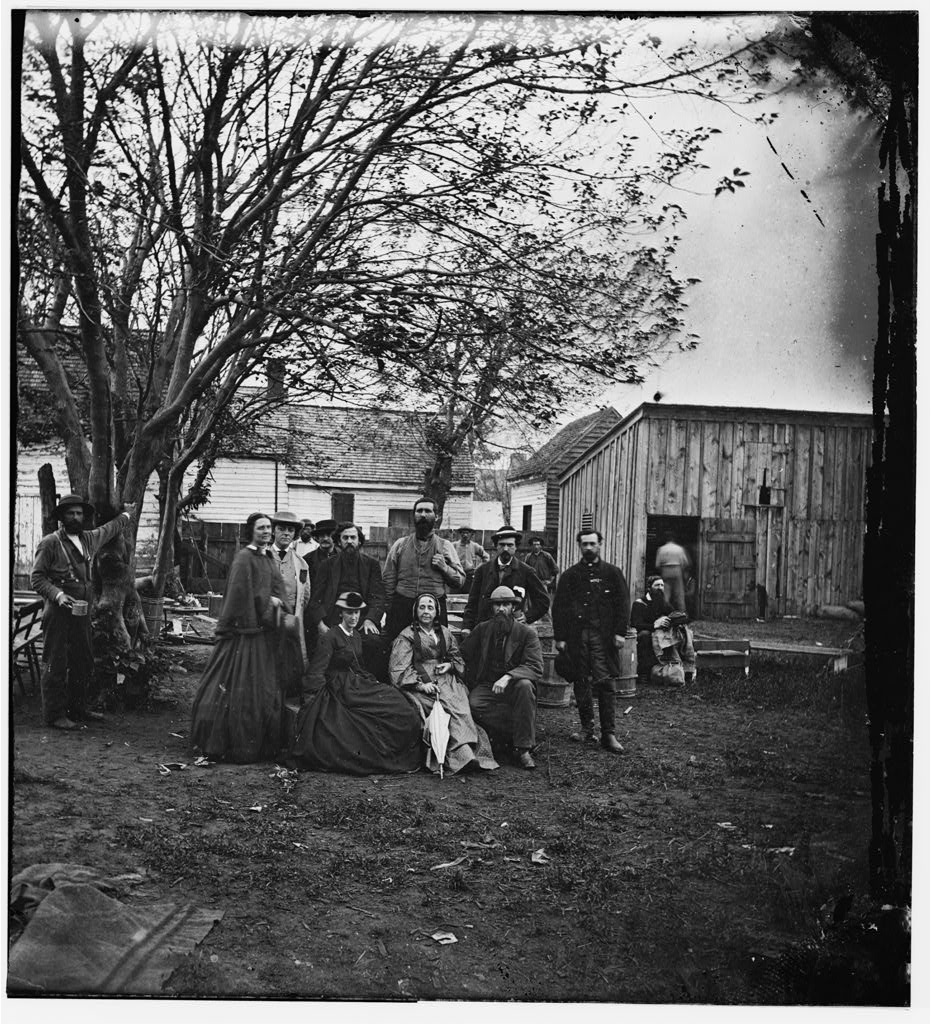
Infirmières et responsables de la Sanitary commission photographiés à Fredericksburg (Virginie), en mai 1864 - Bibliothèque du Congrès LC-B811- 741.

De très nombreuses organisations furent créées, au Nord comme au Sud, pour subvenir aux besoins matériels et moraux des soldats. Des campagnes de levées de fonds systématiques furent organisées pour sensibiliser les citoyens et elles engrangèrent des millions de dollars. Plusieurs milliers de volontaires furent mis au service des hôpitaux et des maisons de repos.
Tout d'abord mal vus par les militaires, d'autant plus qu'ils étaient souvent menés par des femmes et incorporaient majoritairement des femmes (au total, on estime que 20 000 femmes se portèrent volontaires pour travailler dans les hôpitaux, le plus souvent comme infirmières), ces efforts furent reconnus comme indispensables à mesure que le conflit s'étendait et que l'incapacité du Service de santé à y faire face s'étalait au grand jour.
Ces mouvements, se développèrent de manière plus spontanée dans les États confédérés que dans les États de l'Union, où ils furent d'emblée plus encadrés, avec l'intervention d'au moins cinq organisations non gouvernementales.
- Women's Central Association of Relief for Sick and Wounded in the Army. Créée en avril 1861, la WCRA eut un rôle moteur dans la mise en place de la très puissante Sanitary commission. Elle se chargea ensuite de sensibiliser le public et de recueillir des fonds et des donations en organisant, notamment, des manifestations baptisées Sanitary fairs. Entre mai 1861 et juillet 1865, date de sa dissolution, la WCRA fournit à l'armée de l'Union plus de 290 000 chemises, et 19 000 colis.
- United States Sanitary commission (aussi appelée Sanitary commission ou tout simplement Sanitary) - Créée en juin 1861 sur le modèle de l'organisation britannique mise en place pendant la guerre de Crimée, la Sanitary fut à l'origine d'avancées significatives dans le domaine de l'organisation sanitaire de l'armée de l'Union. Très puissante et très active, elle intervint à la fois au niveau politique et sur le terrain, pour faire évoluer le Service de santé et pour lui apporter conseil et soutien à tous les niveaux. Souvent en conflit ouvert avec les autorités et avec les autres organisations caritatives qu'elle considérait comme concurrentes, la Sanitary obtint généralement gain de cause, faisant et défaisant les Surgeons Generals et imposant ses vues sur l'organisation, les moyens, le matériel et la formation des opérateurs. Elle fut dissoute en juillet 1865, non sans avoir publié le bilan définitif de ses activités.
- Western Sanitary Commission - Fondée en septembre 1861, après la bataille de Wilson's Creek (Springfield, Missouri), pour coordonner l'assistance aux soldats, elle entra immédiatement en conflit avec la Sanitary commission sur des questions de préséance, de compétences et de levées de fonds. Le fondateur était proche de l’épouse du général Fremont qui commandait la zone, ce qui facilita la coordination de l’action de la WSC avec l’armée. Elle s'occupait de trouver des bâtiments adaptés pour y établir des hôpitaux, de fournir et de former du personnel infirmier, de recueillir des vivres et du matériel, d'affréter des transports, d'améliorer l'hygiène des campements et d'accueillir les réfugiés. Malgré les tentatives répétées de mainmise de la part de la Sanitary, la Western sanitary commission resta indépendante pendant toute la guerre et survécut même jusqu'en 1886 en tant qu'organisation caritative.
- United States Christian Commission - Fondée en novembre 1861 par des membres de la YMCA, la United States Christian Commission était une organisation évangélique à vocation nationale. Son travail de levée de fonds et d'assistance aux soldats reposait sur un réseau de volontaires (environ5 000 delegates) et d'auxiliaires féminines (266) actif dans 17 États. Travaillant en coordination avec la Sanitary, elle leva pendant la durée de la guerre plus de 2,5 millions de $ en espèces et 3,5 millions de $ en nature.
- Richmond Ambulance Committee - Fondée au printemps 1862 dans la capitale sudiste, elle regroupe des personnes inaptes au service armé et est sous le patronage d'une centaine de citoyens éminents dirigés par John Enders qui financent ses activités sur leurs propres deniers. Cette structure se forme comme une compagnie militaire et se charge du transport des blessés vers les hôpitaux de l'intérieur. Elle se charge aussi de les nourrir et de leur fournir l'assistance nécessaire. À Williamsburg, elle aligne 39 ambulances ; à Chancellorsville, elle prend en charge 7 000 blessés[5].

## Organisation et moyens du service médical des armées

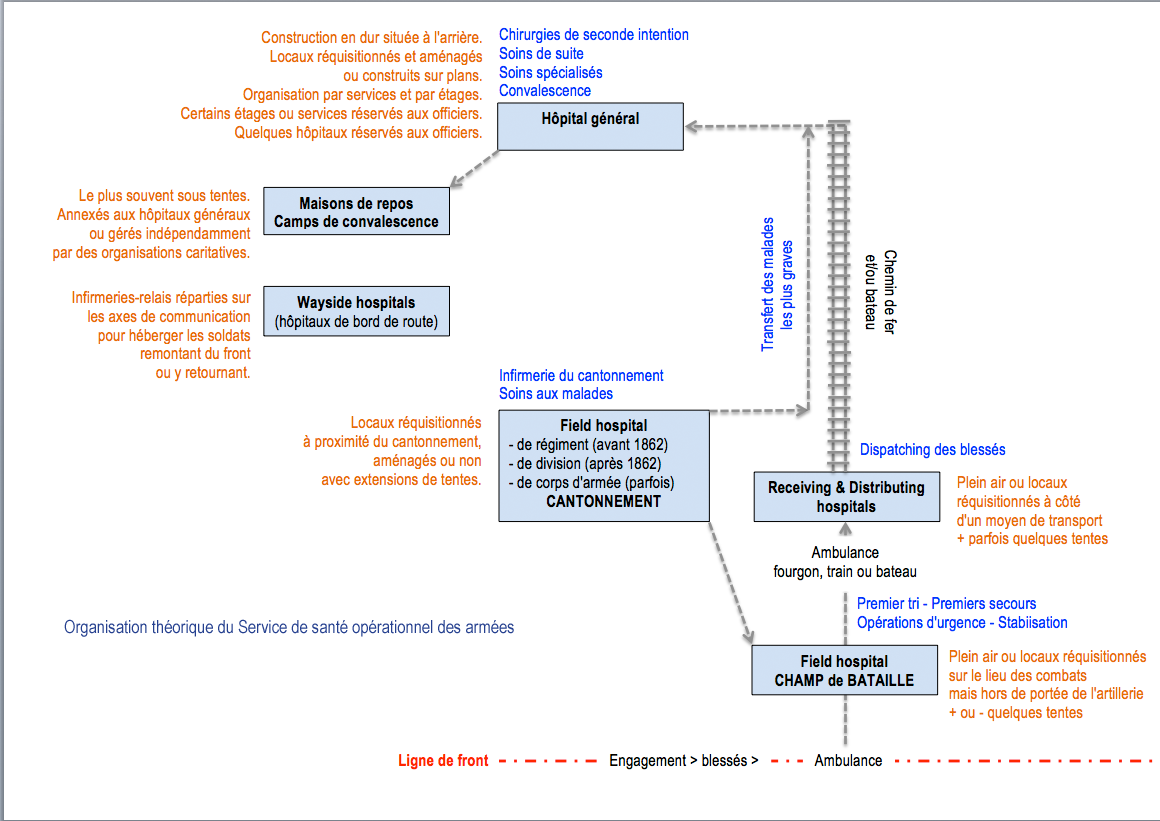
Organisation théorique du Service de santé opérationnel des armées durant la guerre de Sécession. L'organisation sanitaire devait constamment s'adapter aux évolutions militaires du conflit et les Services de santé des deux bords furent contraints d'improviser en permanence.

L'armée de l'Union et l’armée des États confédérés commencèrent la guerre avec des organisations sanitaires identiques, issues du modèle antérieur au conflit et pénalisées par les mêmes défauts.
Toutes deux étaient dirigées par un Surgeon general entouré d'une administration centrale supervisant une organisation de terrain composée de chirurgiens, chirurgiens-adjoints et chirurgiens contractuels, répartis entre des hôpitaux de campagne (cantonnement ou champ de bataille) sur le front et des hôpitaux généraux à l'arrière. Un service d'inspection, des laboratoires pharmaceutiques et une intendance médicale complétaient le dispositif. Assez tardivement, un corps d'ambulanciers fut institué et rattaché au Service médical.
Chaque régiment était, en principe, doté d'un chirurgien et d'un chirurgien-adjoint et chaque armée pouvait en outre avoir des directeurs médicaux d'armée, de corps d'armée, de division et de brigade, chargés de superviser les différents niveaux hiérarchiques, les plus gradés référant au Surgeon general's office.
Les hôpitaux généraux fonctionnaient également sur la base d'une hiérarchie médicale : un chirurgien-adjoint ou un faisant-fonction contractuel étaient responsables d'un ou deux services hospitaliers (wards) et rendaient compte au chirurgien-en-chef de l'hôpital. Un niveau hiérarchique local ou régional (médecin-inspecteur des hôpitaux) pouvait s'interposer entre ces derniers et le Surgeon general.
Très insuffisants au début de la guerre, les effectifs durent être constamment étoffés à mesure que les deux camps levaient de nouveaux contingents. Entre avril 1861 et la fin de la guerre, le service médical de l'Union recruta par exemple 2 109 chirurgiens de régiment, 3 882 chirurgiens-adjoints de régiment, 85 Acting staff surgeons et 5 532 Acting assistant surgeons. Avec un budget total, pour la durée de la guerre, de plus de 47 millions de dollars (à l'exclusion des salaires des officiers), cette organisation prit en charge un total de 6 454 834 patients malades ou blessés. Les statistiques officielles distinguent 5 825 480 patients blancs et 629 354 patients de couleur.

### Surgeons Generals
Au Nord, la gestion sanitaire des armées fut immédiatement entachée d'enjeux politique et continua sur cette lancée pendant toute la durée de la guerre, qui vit Thomas Lawson, Clement Finley, William Hammond et Joseph Barnes se succéder au poste de Surgeon general, au milieu des conflits les opposant aux généraux-en-chef, aux secrétaires à la Guerre et, parfois, au Président Lincoln lui-même.

Surgeon generals de l'armée de l'Union
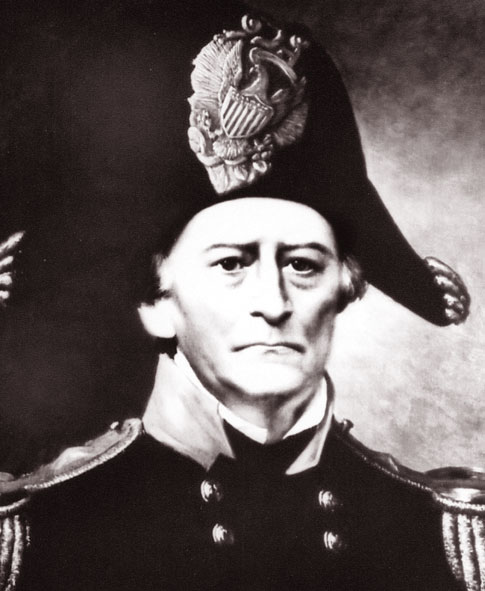
Thomas Lawson (1789-1861), était Surgeon general au déclenchement des hostilités. Il décéda le 15 mai 1861.
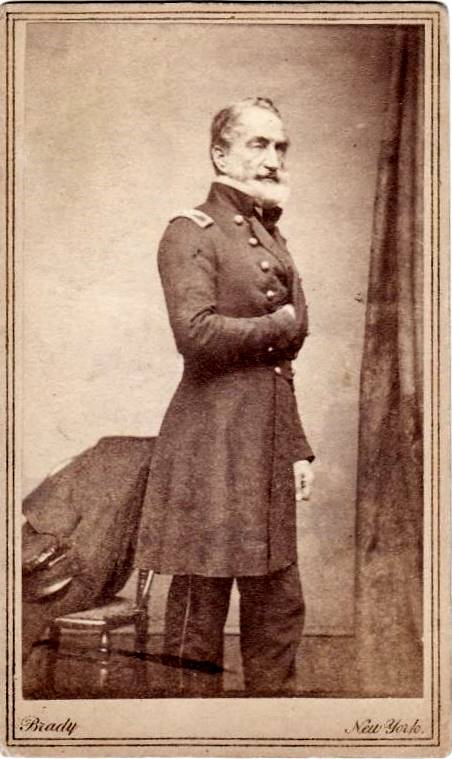
Clement Alexander Finley fut le Surgeon general de l'Union du 15 mai 1861 au 14 avril 1862.
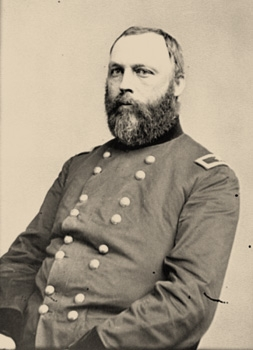
William Hammond succéda à Finley au poste de Surgeon general et mit en œuvre de nombreuses réformes jusqu'à ce qu'il soit écarté, le 18 août 1864.
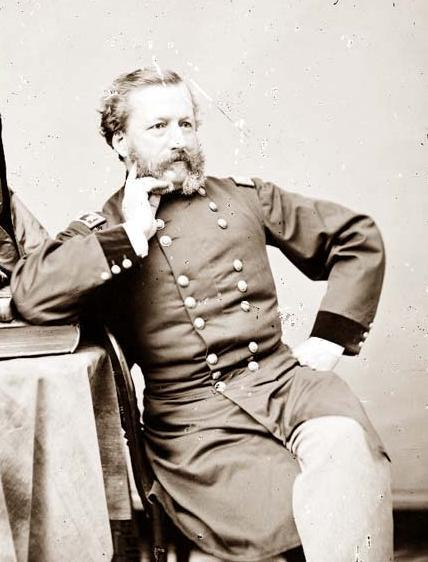
Joseph Barnes fit fonction de Surgeon general à la disgrâce d'Hammond et fut officiellement nommé le 22 août 1864, après son renvoi.

Après Lawson et Finley qui ne s'étaient pas montrés à la hauteur de la situation, Hammond et Barnes furent déterminants dans l'organisation du Service médical et dans la conduite des réformes. Le premier, candidat désigné de la Sanitary commission fut en conflit permanent avec Edwin M. Stanton, le secrétaire à la Guerre de Lincoln. Il tint bon et eut gain de cause sur la plupart des dossiers, mais ses confrères ne lui pardonnèrent pas de leur avoir interdit l'usage du calomel et précipitèrent sa chute. Stanton profita de l'occasion pour écarter Hammond, qui fut renvoyé dans des conditions infamantes le 18 août 1864. Barnes, ami et médecin personnel de Stanton, lui succéda le 22 août 1864 et poursuivit les réformes qu'il avait engagées, mais en accord avec Stanton.
| « Mr Sammy », Surgeon general des Confédérés |
| --- |
| Contrairement à celui de l'Union, le Service de santé de l'armée confédérée fut placé, pendant presque toute la durée de la guerre, sous la responsabilité du même Surgeon general, Samuel Preston Moore (surnommé « Mr. Sammy »). Succédant à Charles S. Smith, qui avait remplacé quelques semaines David C. DeLeon, le précédent Surgeon general, Moore prit ses fonctions le 30 juillet 1861 et installa ses bureaux à Richmond. Dans des conditions extraordinairement difficiles, Moore réussit à faire sortir du néant une organisation médicale, améliorant le recrutement des professionnels, organisant un système d'ambulance, mettant en place un modèle d'hôpitaux-casernes, développant des laboratoires pour la production de médicaments. Moore fonda l'Association of Army and Navy Surgeons of the Confederate States of America, qui publiait le Confederate States Medical and Surgical Journal, un journal de formation pour les médecins du front. Il est également crédité pour avoir introduit la dentisterie dans les hôpitaux militaires. À la fin du conflit, le Service de santé confédéré était fort de 3 000 personnes environ. Moore supervisait l'ensemble du Service, qui constituait une réplique de celui de l'Union. Grand organisateur, très rigoureux et craint par ses collaborateurs, il travaillait étroitement avec les directeurs médicaux des armées et des hôpitaux qui, à leur tour, dirigeaient les médecins de régiment et les chefs de service. |

### Organisation et personnels

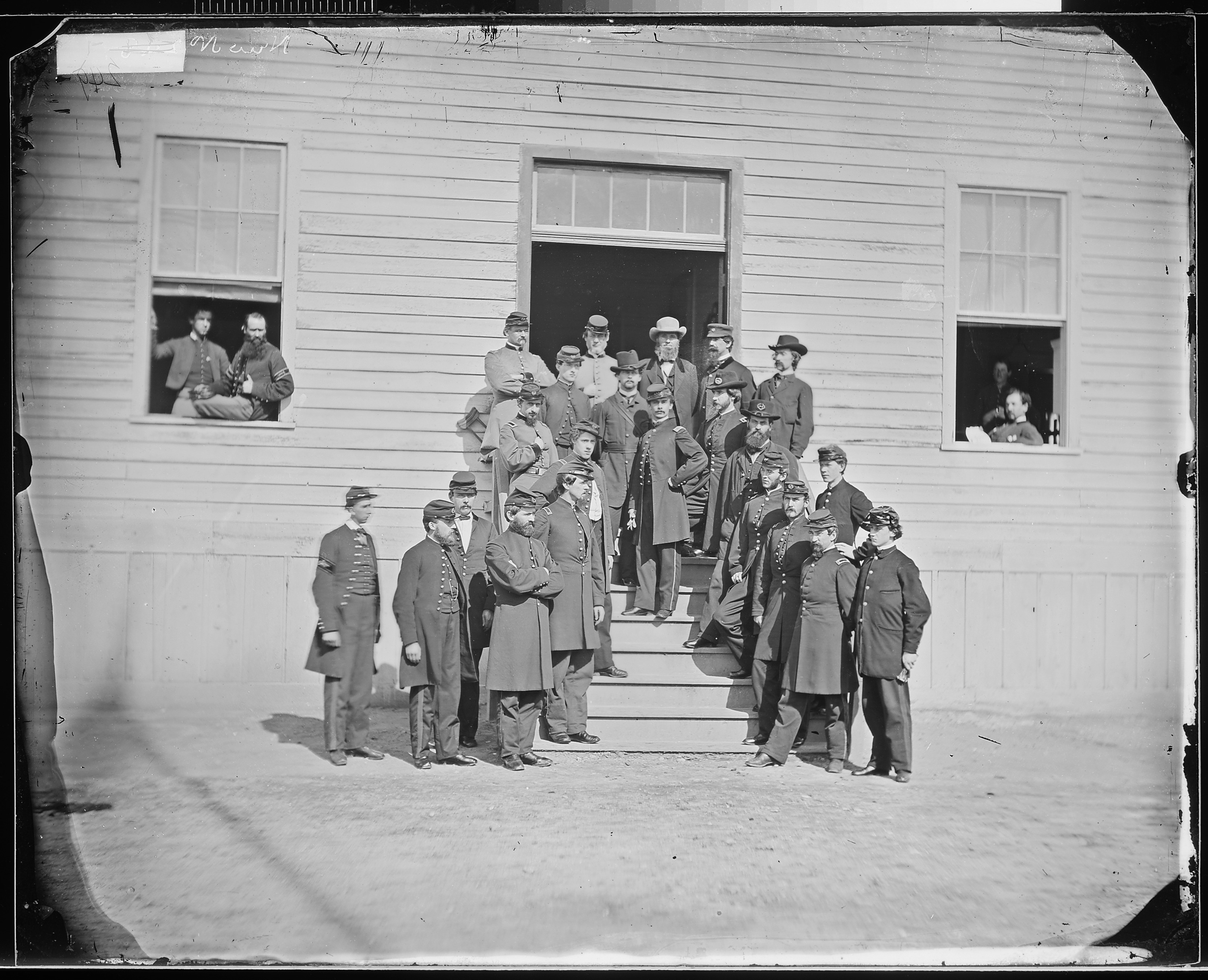
Le service médical hospitalier : Chirurgiens et intendants du Harewood Hospital, Washington D.C.. Brady National Photographic Art Gallery.

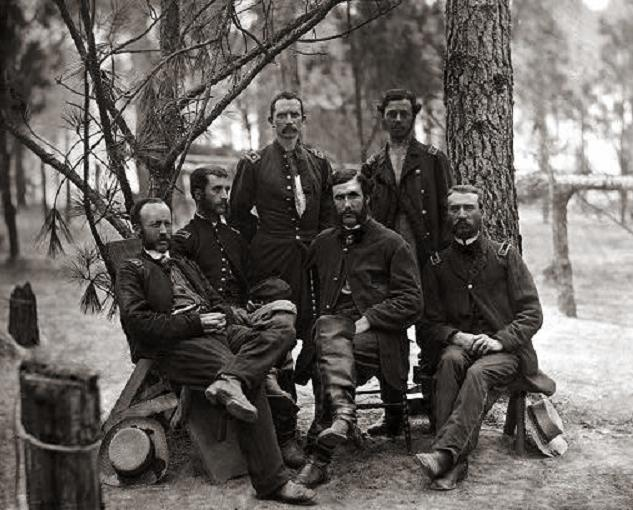
Service médical au front. Chirurgiens de la 4e division du 9e corps d'armée à Broadway Landing (Virginie) pendant le siège de Petersburg. National Photo Company.

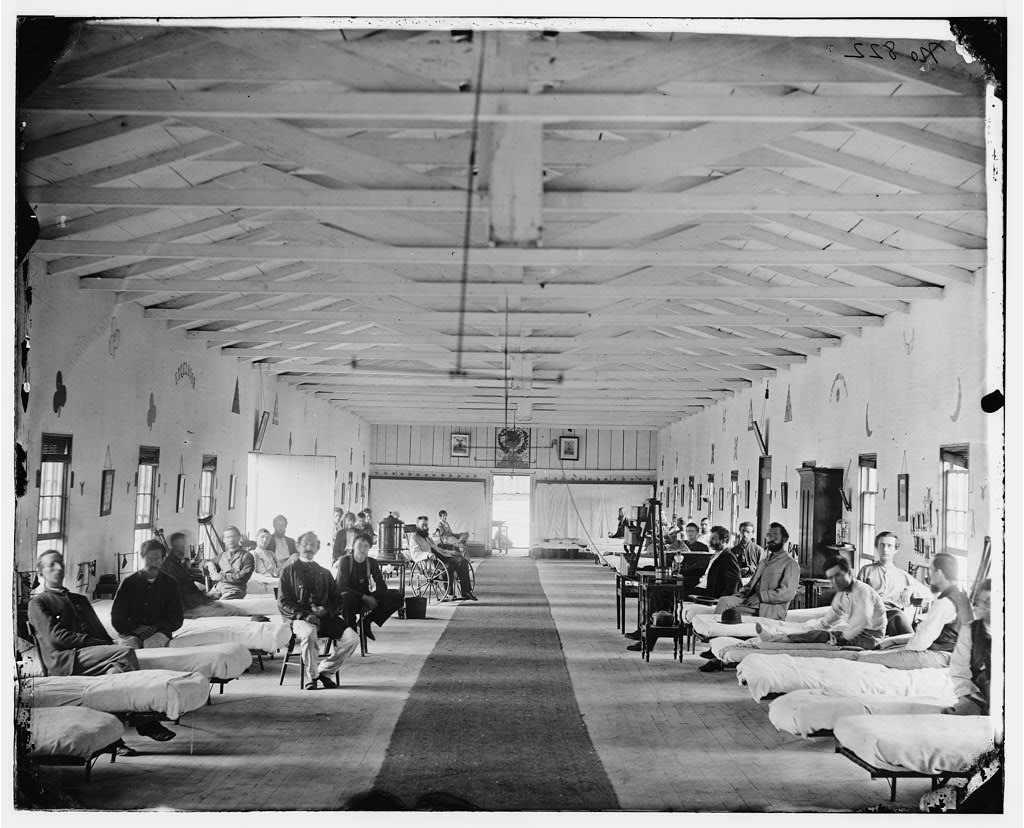
Patients du Service K à lArmory Square Hospital (Washington, D.C.) en août 1865 - Bibliothèque du Congrès LC-B817- 7822.

Avant le début du conflit, l'armée des États Unis comptait 1 117 officiers et 11 907 soldats. Le service médical était composé d'un Chirurgien général (Surgeon general) ayant grade de colonel, 30 chirurgiens ayant rang de Major et 84 adjoints ayant, pendant 5 ans, le rang de 1er Lieutenant et, après cette période, le rang de Capitaine, jusqu'à leur promotion au grade de Major. Sur ce nombre, 3 chirurgiens et 21 adjoints passèrent dans le camp sudiste,.
Les officiers du Service médical formait une partie de l'état-major des armées. Ils n'étaient pas affectés à un régiment ou à un commandement particulier, mais étaient détachés en fonction des besoins. Cette organisation était adaptée à une armée relativement réduite, déployée sur un territoire très étendu et opérant dans des unités inférieures en taille à un régiment.
Au commencement des hostilités, alors que de nombreux volontaires répondaient à l'appel des États désireux de créer leurs propres milices, les États qui avaient levé des troupes dotaient généralement chaque régiment d'un chirurgien et d'un adjoint. Les tâches administratives restèrent dans un premier temps de la responsabilité des membres du Service médical détachés dans ce but ou d'un médecin volontaire nommé, pour ce faire, directeur médical divisionnaire.
Le 22 juillet 1861, le Congrès autorisa le Président à lever une armée de volontaires ne dépassant pas les 500 000 hommes et organisée en divisions de trois brigades ou plus, chaque brigade « composée de 5 régiments ou plus, avec un brigadier général, deux aides de camp, un adjudant général adjoint avec le grade de capitaine, un médecin, un intendant-adjoint et un commissaire aux approvisionnements ».
Les médecins nouvellement recrutés furent d'abord connus sous le nom de Brigade surgeons (chirurgien de brigade). Pour préciser leur rôle, un texte fut voté par le Congrès, les rebaptisant Surgeons of volunteers (chirurgiens des volontaires), et les rattachant au service médical placé sous les ordres du Surgeon general. À partir de cette date, ils furent assimilés au personnel médical régulier et devinrent éligibles aux mêmes fonctions. Le Congrès précisa ensuite ces dispositions à mesure des nécessités, par exemple avec le texte voté le 16 avril 1862.
L'organisation continua à évoluer pendant la guerre, en fonction des ressources et des besoins, mais toujours de manière très hiérarchisée. Des deux côtés, les préconisations du Service médical furent le plus souvent pertinentes, mais purent rarement être mises en œuvre sur le front, où les hasards des opérations militaires mirent souvent à mal l'organisation sanitaire. Issus des mêmes institutions antebellum, les cadres administratifs des deux camps développèrent, au Nord comme au Sud, des organisations identiques pour répondre aux mêmes défis. Pour des raisons de moyens et de priorités, les Confédérés éprouvèrent plus de difficultés à les déployer sur le terrain et enregistrèrent, en termes de morbidité comme de mortalité, des pertes plus élevées que les troupes de l'Union.
Personnel administratif et encadrement
- Surgeon général (et Assistant Surgeon general) - Le plus haut gradé dans la hiérarchie médicale des deux armées. Il était responsable de l'ensemble du Service médical, sur le front des armées et dans les hôpitaux. Il s'appuyait sur son adjoint, sur les Médecins-inspecteurs et sur les directeurs médicaux[11].
- Medical inspector general of hospitals - Médecin-inspecteur général, responsable de l'état sanitaire de l'armée dans les transports, les cantonnements et les camps, ainsi que de l'hygiène, de la police sanitaire, de la discipline et du bon fonctionnement des hôpitaux généraux et des hôpitaux de campagne, de la formation et de la bonne conduite des officiers et des personnels affectés au Service médical.
- Medical inspectors - Médecins-inspecteurs : ils rapportaient au Médecin-inspecteur général.
- Field Medical director - directeur médical pouvant exercer, selon la situation, au niveau d'une division, d'un corps d'armée, d'une armée. Relais de la politique sanitaire définie par le Surgeon general, le directeur médical de terrain devait obtenir, d'une part la coopération des officiers commandant l'armée dont il avait la charge, d'autre part le respect du personnel médical qui lui était subordonné[12].
- Medical director of hospitals - Mis en place uniquement dans l'armée confédérée en mars 1863, pour résoudre des conflits hiérarchiques et fonctionnels, les 8 directeurs médicaux des hôpitaux avaient chacun la responsabilité des hôpitaux généraux d'un district[13].

Personnel médical de terrain
- Brigade surgeon - Niveau hiérarchique de l'armée de l'Union, institué le 22 juillet 1861. Pour y accéder, le candidat devait passer un examen devant un jury composé de médecins. S'il réussissait, le nouveau chirurgien de brigade occupait une responsabilité administrative comme la direction d'un hôpital, ou la direction médicale d'une armée. Il participait également à la formation des jeunes médecins[14]. Après que les États eurent levé des régiments de volontaires dotés de médecins, la notion et le titre de chirurgien de brigade furent supprimés le 2 juillet 1862[note 8].
- Surgeon et Surgeon of volunteers - Chirurgiens (mais également médecins), généralement au nombre d'un par régiment[15].
- Assistant-surgeon et Assistant-surgeon of volunteers - Chirurgien-adjoint occupant le premier échelon de la hiérarchie médicale. Souvent de jeunes diplômés employés sur le front pour effectuer le triage des blessés, immédiatement en arrière du champ de bataille. Également actifs dans les hôpitaux de campagne pour assister leurs aînés, ils pouvaient, en fonction de leur compétence, se voir attribuer la supervision d'un service, voire d'un hôpital (ils faisaient alors office de Surgeon in charge). Nombre d'entre eux passèrent, pendant la guerre, les examens leur permettant d'accéder aux responsabilités[14].
- Acting assistant-surgeon - Le personnel médical enrôlé pouvait compter sur les Acting assistant surgeons, des médecins libéraux servant dans l'armée sur une base contractuelle, au front ou dans les hôpitaux généraux. Ces professionnels, parmi lesquels certains des plus éminents médecins des États-Unis, participèrent en très grand nombre aux opérations, soit ponctuellement, soit en attente d'un poste de Surgeon[16].
- Medical cadets - Dans l'armée de l'Union, les cadets étaient souvent de jeunes étudiants en médecine (18-23 ans) assignés aux hôpitaux ou sur le front comme aides-soignants ou infirmiers.

Fonctions particulières
- Surgeon in charge - Responsabilité exercée, dans les hôpitaux des deux camps, par le médecin le plus gradé ou le plus compétent pour les tâches administratives, la supervision médicale, la tenue du personnel et des finances et le bon fonctionnement de l'établissement[17].
- Officer of the day - L'officier de jour était le chirurgien de garde dans les hôpitaux généraux, prenant son service à 7 h et le quittant 24 heures plus tard après avoir rédigé son rapport de garde[18].
- Reserve surgeons - À partir de février 1864, le Service médical des Confédérés sélectionna un certain nombre de chirurgiens hospitaliers (1 pour 500 lits) pour constituer le Reserve surgical corps. Tout en effectuant leur service hospitalier, ils étaient mobilisables à tout moment et devaient rejoindre le front à l'approche d'un engagement, en apportant avec eux matériel et fournitures[19].
- Post surgeon - Fonction développée essentiellement dans l'armée confédérée, consistant à superviser administrativement plusieurs hôpitaux d'une même localité[20].

Logistique
- Quartermaster - Fourriers en chef, fourriers et fourriers-adjoints pouvaient opérer à différents niveaux de l'armée. Ils assuraient tous les besoins de la troupe, à l'exception de la solde, des munitions, de la nourriture et des fournitures médicales (du ressort des medical purveyors). Les conflits entre fourriers et Service médical n'étaient pas rares, les premiers étant souvent accusés de préempter des transports, de la main-d'œuvre ou des fournitures convoités par le second[21].
- Medical purveyors (approvisionnements) - Sous l'autorité du Surgeon general, ils étaient chargés de sélectionner et d'acheter les fournitures médicales, y compris les produits standards, les livres, instruments, équipements hospitaliers et tout autre article nécessaire aux malades et aux blessés de l'armée.

Personnel hospitalier
- Hospital stewards - Au Nord comme au Sud, les stewards ou intendants étaient des sous-officiers responsables à la fois de l'administration d'un hôpital (général ou de campagne, à raison d'un intendant pour 150 patients) et de la tenue de sa pharmacie. Le steward avait barre sur tout le personnel de l'hôpital et sur les patients, à l'exception des chirurgiens et des officiers[22].
- Ward master - À raison d'un par service ou par étage, ils avaient la responsabilité de conserver en sureté les possessions des patients pendant leur hospitalisation et d'approvisionner leur service en couchage et en matériel de cuisine auprès de l'intendant[23].
- Infirmiers - En l'absence d'une formation spécifique, les infirmiers étaient essentiellement des soldats détachés temporairement, des convalescents, des esclaves libérés ou évadés ou des cadets[24].
- Infirmières (female nurses) - Les infirmières furent d'abord des sœurs de charité ayant une expérience des soins, puis des bénévoles plus ou moins bien formées par les organisations caritatives. Elles intervinrent en très grand nombre, principalement dans les hôpitaux et les transports[25].
- Des adjoints, des cuisiniers, des blanchisseuses (matrons[note 9]), des comptables, des petites mains et des ouvriers de tous corps de métiers complétaient le personnel hospitalier et contribuaient au fonctionnement quotidien et à la maintenance des hôpitaux[27].

## Formation du corps médical

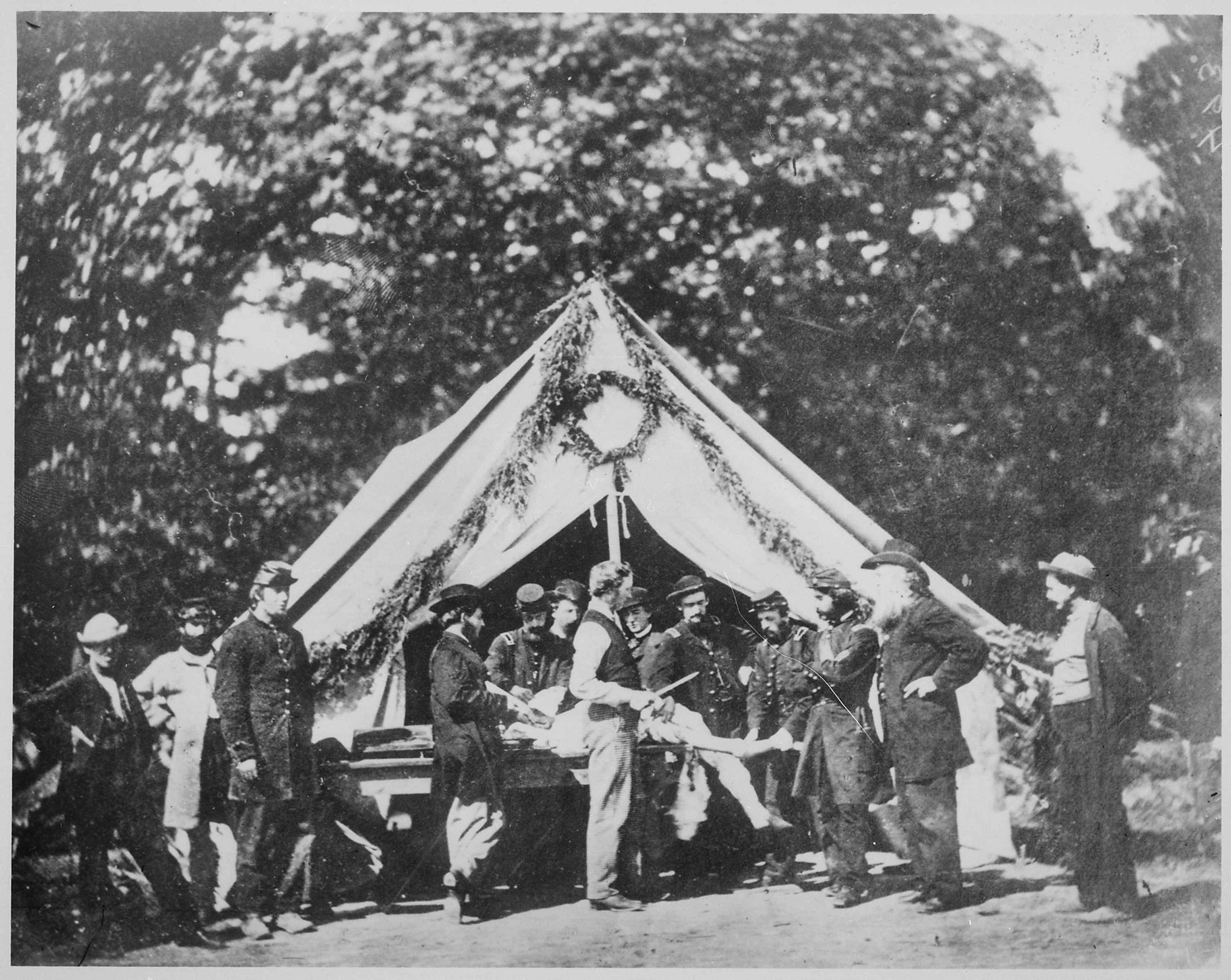
Amputation devant une tente-hôpital, Gettysburg, juillet 1863 (National Archives and Records Administration, College Park).

La formation initiale des médecins américains, à l'époque de la guerre de Sécession, était le plus souvent fondée sur l'alternance entre des périodes de cours et des périodes d'apprentissage. L'apprentissage s'effectuait en suivant un praticien. Il pouvait commencer avant d'avoir assisté aux cours et se poursuivre longtemps après les avoir terminés.
L'enseignement théorique était fondé sur sept matières que l'étudiant abordait une première fois dans un cycle de cours de cinq mois. Une fois effectué son apprentissage de terrain, qui pouvait durer plusieurs années, le futur praticien retournait sur les bancs de l'école, pour y suivre exactement le même cursus, rédiger une thèse et passer un examen final à l'issue duquel il était autorisé à exercer.
La guerre mit à rude épreuve les connaissances théoriques et l'expérience civile du corps médical. Dans les deux camps, le recrutement des médecins, tout d'abord effectué par les officiers mis à la tête des régiments de volontaires au moment de leur création, fut rapidement encadré afin d'éviter l'incorporation de charlatans.
Au Nord comme au Sud, sous l'impulsion des Surgeons generals, des sociétés savantes organisèrent des conférences et se dotèrent de journaux médicaux destinés à diffuser les bonnes pratiques et à présenter des cas cliniques.
Les nécessités de la guerre obligèrent toutefois le Service médical des deux armées à tolérer des passe-droits et, surtout, à faire appel à de nombreux médecins contractuels dont les compétences étaient parfois contestables et mises en doute par leurs confrères, les officiers et les soldats.
Souvent décrit, dans la correspondance des soldats, comme un ramassis de charlatans et d'imposteurs, le corps des médecins militaires vit en fait cohabiter des professionnels intègres et des ignorants alcooliques, des praticiens chevronnés et des débutants faisant leurs premières armes aux dépens des patients.
Si l'engagement du corps médical se mesure à l'importance des pertes qu'il a subies, on peut constater qu'il ne fut pas épargné par les violences : du côté de l'Union, par exemple, 32 membres du Service médical (réguliers ou volontaires) furent tués au combat, 9 périrent par accident, 83 furent blessés en action (dont 10 fatalement). 4 moururent dans les prisons confédérées, 7 de la fièvre jaune, 3 du choléra et 271 de maladies diverses et variées, la plupart du temps liées aux conditions de vie sur le terrain.

### Matériel médical

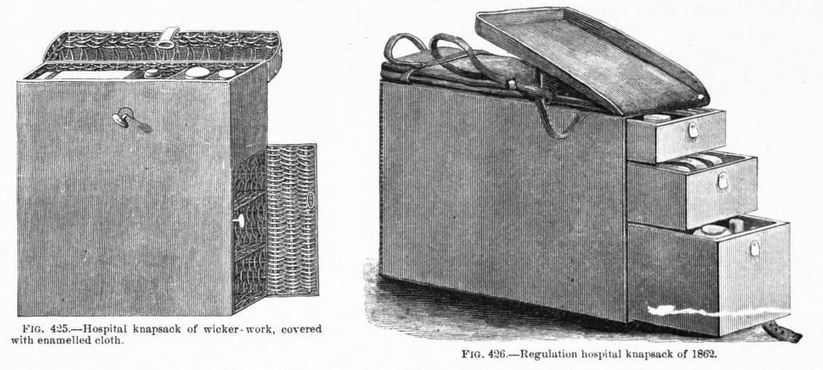
Sac à dos réglementaire, en bois et en toile, utilisé par les médecins du front au début de la guerre. Il pesait 9 kilos et était transporté par un aide (MSHWR).

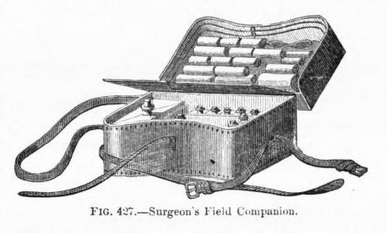
Le Surgeon's field companion remplaça rapidement le sac à dos, trop lourd et trop encombrant. Il possédait des bretelles et une ceinture et pouvait être transporté par le médecin lui-même (MSHWR).

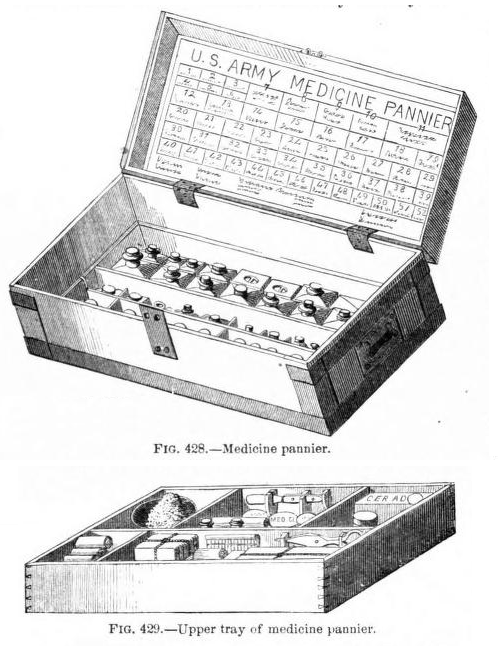
Caisson de transport des médicaments et du matériel, avec son compartiment supérieur amovible (MSHWR).

Au début de la guerre, chaque médecin de régiment était équipé avec le matériel et les produits nécessaires, définis par une dotation standard (Standard supply table). En action, il était accompagné par un aide portant un sac à dos, contenant le nécessaire pour les premiers soins. Le premier modèle de ce sac à dos avait été défini en 1859 : il était fait de bois (plus tard d'osier) et pesait environ 9 kilos une fois rempli. Il fut remplacé, en 1862, par un modèle plus compact, doté de tiroirs et pesant plus du double. Cet inconvénient conduisit à son abandon et à l'adoption, en 1863, d'une valisette en cuir appelée Surgeon's field companion qui pouvait être transportée par le médecin lui-même, grâce à une bandoulière et à une ceinture.
L'armoire à pharmacie et le matériel médical nécessaires au fonctionnement de l'hôpital de campagne furent d'abord transportés dans les voitures du train de l'intendance. Comme ils étaient rarement accessibles quand la nécessité se présentait, on conçut des coffres pour les transporter à dos de mulets, mais cette méthode s'avérant peu probante, il fut décidé de placer les coffres dans le train des ambulances et de les réassortir à mesure à partir de l'armoire à pharmacie.
Divers modèles de fourgons médicaux furent ensuite conçus spécifiquement pour transporter les produits pharmaceutiques et le matériel médical. Dans le même temps, l'organisation évoluait, du niveau du régiment vers celui de la brigade, et, bientôt, chacune fut dotée d'un fourgon contenant une pharmacie, des pansements, du matériel, une table d'opération et quelques éléments de couchage. Ces dotations étaient régulièrement réapprovisionnées par les intendants qui accompagnaient chaque armée. À la fin du conflit, le modèle de fourgon médical construit et utilisé par l'armée était le modèle Autenrieth.

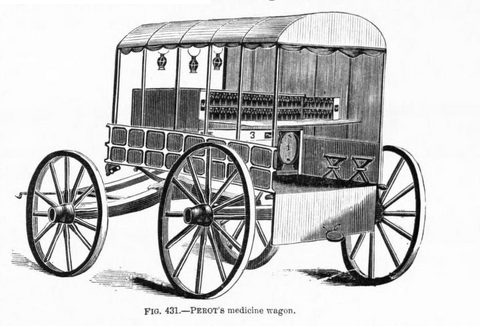
Fourgon Perot utilisé au début du conflit pour le transport des médicaments et du matériel médical (MSHWR).
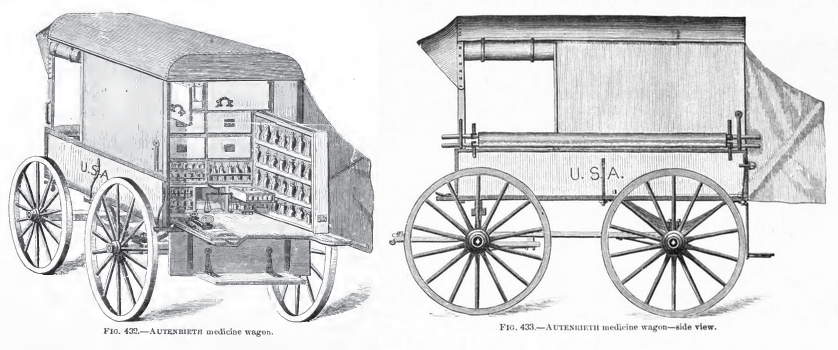
Le fourgon Autenrieth adopté par l'Union pour le transport des médicaments et du matériel dans la seconde partie de la guerre (MSHWR).

Le matériel nécessaire au corps médical était fourni par le gouvernement. Il tenait dans trois caisses. Chaque médecin en était responsable pendant toute la durée de son service et devait le restituer à son retour à la vie civile. La première caisse contenait ce qui était nécessaire pour les chirurgies lourdes (amputations, trépanations, résections). La seconde contenait le nécessaire pour les opérations génériques ou mineures (couteaux, forceps, cathéters et une trousse de chirurgie très complète) ; la troisième, réservée aux médecins de régiment et aux médecins-adjoints contenait à peu près les mêmes équipements que les deux premières, mais organisés de manière plus compacte afin de faciliter leur transport.
Les hôpitaux de régiments et les hôpitaux généraux disposaient en outre de matériel de dentisterie. Il semble que le Gouvernement, l'armée et le Service médical se soient toujours montrés très disponibles pour fournir au corps médical les équipements demandés.

### Anesthésiques

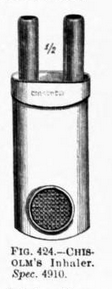
Dispositif de Chisolm pour l'administration des anesthésiques (MSHWR).

Contrairement à une idée couramment répandue, et sauf cas exceptionnels, la plupart des procédures douloureuses étaient effectuées sous anesthésie.
Du fait de la rapidité de son action et des petites quantités administrées, le chloroforme avait les faveurs de tous les chirurgiens opérant sur le front, malgré les effets secondaires dont ils étaient conscients et qui pouvaient, en cas d'administration inappropriée, déboucher sur des issues fatales, mais rares.
Le principal souci des opérateurs étant d'économiser le produit en raison du grand nombre de patients à traiter simultanément, les modalités d'administration furent constamment améliorées pendant la durée du conflit.
La manière la plus commune d'administrer le produit était d'en imbiber un mouchoir ou de le verser sur une petite éponge placée dans l'extrémité d'un morceau de papier roulé en forme de cône. Le dispositif était présenté à une certaine distance du nez et de la bouche, pour permettre au patient d'inhaler d'abord un mélange d'air et de produit, à la suite de quoi le dispositif était progressivement rapproché jusqu'à obtenir l'effet désiré.
La méthode de Marshell Hall, consistant à placer une gaze sur le nez et la bouche du patient et d'y verser goutte à goutte l'anesthésique fut progressivement abandonnée, en raison de l'évaporation importante dans les conditions d'intervention au front.
Chez les Confédérés, où les préoccupations d'économie étaient encore plus pressantes (même si les troupes de Stonewall Jackson s'emparèrent, pendant la campagne de la Shenandoah, de 15 000 caisses de chloroforme), le Dr. Chisolm mit au point un appareil cylindrique long de 6 cm environ et large de 1,5 cm portant à une de ses extrémités deux canules nasales rétractables et contenant une éponge ou un morceau de tissu enroulé sur un fil de fer, que l'opérateur pouvait imbiber d'anesthésique à travers un orifice circulaire grillagé,.
L'usage de stimulants comme l'alcool avant ou après l'anesthésie fut l'objet de controverses médicales pendant toute la durée de la guerre.
Si l'usage des anesthésiques ne fait plus débat après la fin de la guerre, ils ont régulièrement été accusés, durant celle-ci, de compliquer le traitement des blessures par balles, de retarder la cicatrisation, d'aggraver l'état de choc, et de favoriser les hémorragies et la pyohémie. Ces appréhensions peuvent en partie expliquer que certaines opérations aient été effectuées sans anesthésie.
Les statistiques établies après la fin du conflit reposent sur 80 000 cas documentés, dont seulement un échantillon a été examiné en détail. Malgré l'empirisme des praticiens, elles révèlent une proportion d'accidents anesthésiques remarquablement basse.
Statistiques établies sur un échantillon de 8 900 cas (MSHWR vol. 2, part III)

| Anesthésique utilisé      | Nombre de cas | % d'utilisation | Décès imputés à l'anesthésique | Mortalité (p.1 000) |
| ------------------------- | ------------- | --------------- | ------------------------------ | ------------------- |
| Chloroforme               | 6 784         | 76,2 %          | 37 décès                       | 5,4 p.1 000         |
| Éther                     | 1 305         | 14,7 %          | 4 décès                        | 3 p.1 000           |
| Mélange chloroforme-éther | 811           | 9,1 %           | 2 décès                        | 2,4 p.1 000         |

À l'issue du conflit, l'administration s'aperçut que les statistiques étaient lacunaires en ce qui concernait la quantité de produit utilisé, le mode d'administration, le temps requis pour obtenir l'effet désiré, la durée de l'anesthésie et les effets secondaires. En 1876, le Surgeon general office prit des mesures pour que ses informations soient collectées dès l'année suivante chaque trimestre.

## Blessés et malades
Les photographies réalisées sur le front par les équipes de Mathew Brady ont fortement ancré, dans l'imaginaire collectif, les horreurs des combats. Il n'en reste pas moins que, dans un camp comme dans l'autre, un soldat était beaucoup plus susceptible de mourir d'une maladie contractée au repos que d'une blessure infligée au combat,.

### Blessés
Les chirurgiens de la guerre de Sécession durent faire face à l'explosion du nombre de blessés par balles ainsi qu'aux blessures dévastatrices infligées par les balles Minié. La typologie des blessures subies par les combattants peut être établie sur la base des données recueillies par le Service médical de l'Union pendant le conflit. Quand bien même ces chiffres peuvent apparaître lacunaires, l'énorme quantité de blessés garantit la pertinence des exploitations statistiques.
|                                                              |  |                                                                                 |
| Projectiles utilisés pendant la guerre de Sécession (MSHWR). |  | Fragments de projectile et de couteau de poche extraits d'une blessure (MSHWR). |

|                  |  |                                |
| Amputés (MSHWR). |  | Amputé et sa prothèse (MSHWR). |

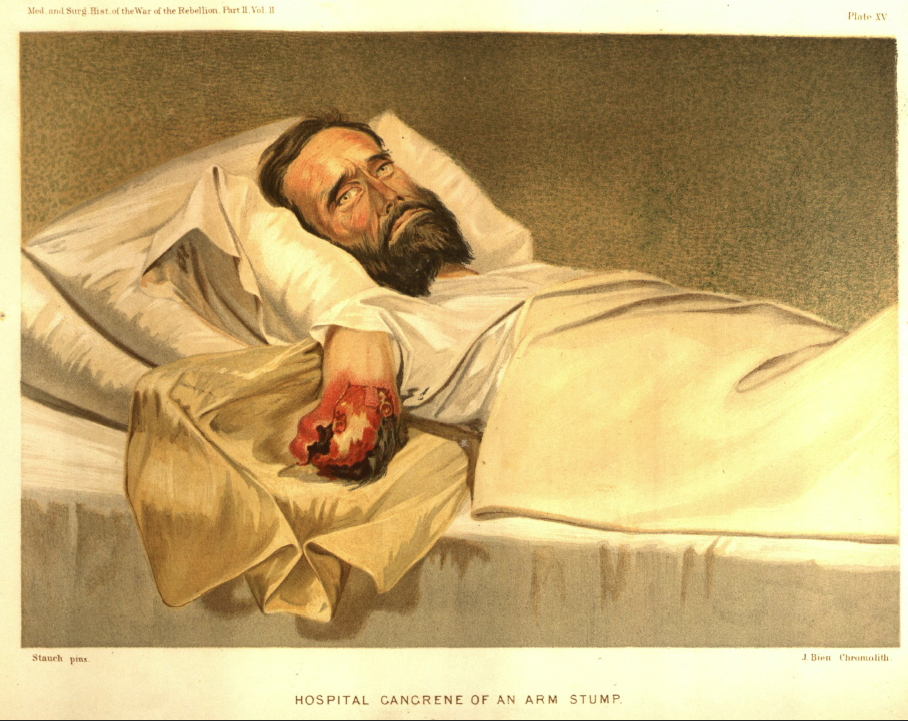
Gangrène après amputation
,.

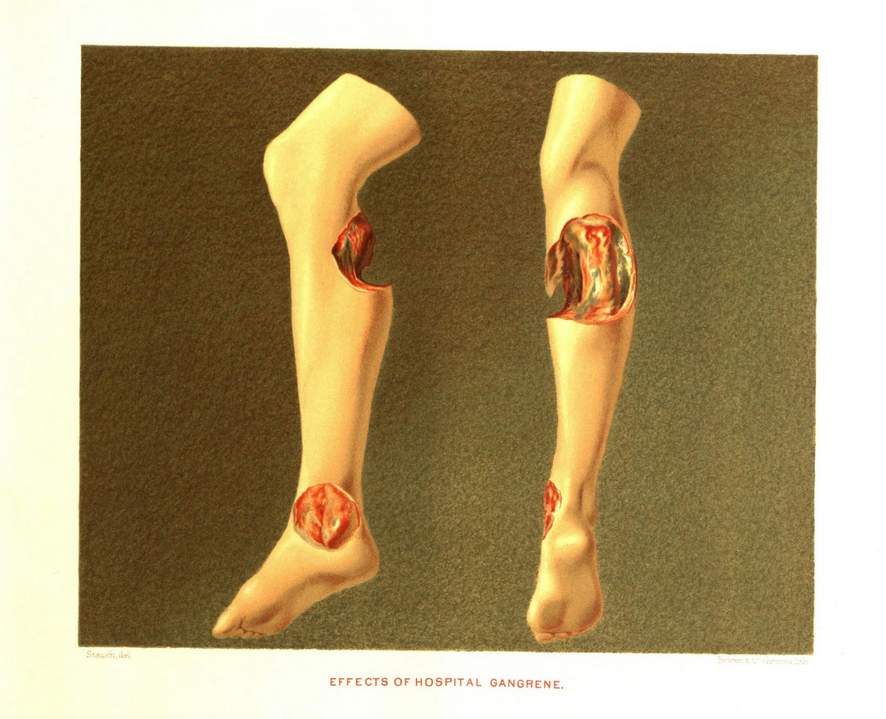
Cas de gangrène faisant à la suite d'une blessure (MSHWR).

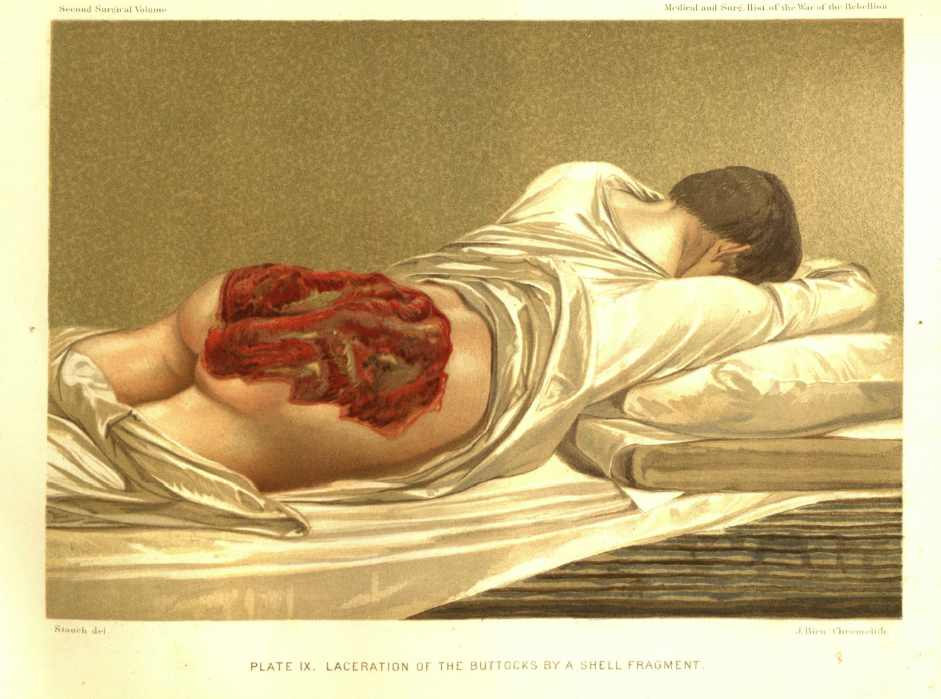
Large blessure du bas du dos occasionnée par un éclat d'obus (MSHWR).

Les blessés légers étaient examinés et pansés au premier point de regroupement. Les blessures plus sérieuses étaient stabilisées et le patient était acheminé, autant que faire se pouvait, vers l'hôpital de campagne. Les équipes médicales semblent avoir rapidement compris l'importance d'une évaluation complète ; celle-ci était souvent conduite sous anesthésie, ce qui permettait d'effectuer un examen aussi complet que possible, mais également d'extraire les projectiles et les corps étrangers accessibles, de ligaturer les vaisseaux éventuellement sectionnés et d'ôter les esquilles d'os en cas de fracture.
Il n'était pas rare que la blessure soit volontairement élargie pour procéder à l'inspection, le plus souvent réalisée avec l'index, considéré comme « la plus sûre et la plus intelligente des sondes ».
Le premier pansement était constitué par une simple gaze, maintenue en place par un bandage et imbibée d'eau. La présence d'asticots était considérée comme une nuisance pratiquement inévitable, surtout quand l'afflux des blessés dépassait les capacités infirmières, le seul remède étant « un examen attentif des pansements toutes les deux ou trois heures ».
Durant toute la durée du conflit, les chirurgiens perfectionnèrent leur approche des blessés en se fondant sur les résultats qu'ils obtenaient en employant différentes techniques sur différents types de blessures.

#### Blessures des membres
En cas de blessure grave des membres impliquant des dommages osseux (plus de 175 000 cas documentés, pour l'Union, sur la durée du conflit), le chirurgien devait rapidement opter, soit pour l'excision des tissus lésés (option conservatoire), soit pour l'amputation. Les praticiens apprirent, aux dépens de leurs patients, qu'il était plus risqué d'amputer dans la période dite intermédiaire (entre 48 heures et un mois après la blessure) qui générait une mortalité de 35 %.
Ils constatèrent également que le siège de la blessure conditionnait d'emblée les chances de survie du patient avec des taux de mortalité (excision et amputation confondues) proches de 85 % pour les blessures de la hanche, 53 % pour le genou, 52 % pour la cuisse, 34 % pour l'épaule, 26 % pour la jambe ou la cheville.
Les blessures des membres inférieurs représentaient un peu plus du tiers du total des blessures, ce qui est en dessous de ce que l'on pourrait attendre étant donné la surface exposée, mais correspond à la mise en place, dans le courant du conflit, d'une guerre de tranchées.
Sur 174 206 blessures par balle des membres (inférieurs et supérieurs), 140 124 purent être traités simplement, 4 656 requirent une excision plus ou moins importante de tissus et 29 426 nécessitèrent une amputation.
Une fois les premiers blessés graves revenus à la vie civile, les chirurgiens purent apprécier les résultats de leurs interventions dans la longue durée et des débats eurent lieu autour de l'attitude à tenir, au moment de la décision chirurgicale, en vue d'assurer au futur mutilé ou au futur amputé un certain confort de vie.

#### Blessures de l'abdomen
Avant la guerre de Sécession, les médecins militaires estimaient que les blessures à l'abdomen, qui ne représentaient que 3 à 4 % des admissions, contribuaient pour 10 % aux pertes, avec un taux de mortalité oscillant entre 60 et 95 %. Avec des symptômes trompeurs et inconstants, ce type de blessure était unanimement considéré comme extrêmement difficile à diagnostiquer, à évaluer et à traiter. Les milliers de cas documentés par l'armée de l'Union (8 590) confirment ces a priori, avec un taux de mortalité autour de 50 % pour les plaies de paroi et de 90 % pour les plaies pénétrantes.
Les chirurgiens furent confrontés à une variété étonnante de lésions de l'abdomen, qui correspondait à la violence des combats, à la vaste panoplie d'armes blanches et de projectiles employée pendant le conflit et aux caprices de la balistique. Face à cette masse de cas inédits, de rétablissements imprévus et de décès inattendus, ils remirent progressivement en question les pratiques de leurs aînés. C'est ainsi que la saignée fut totalement abandonnée, que les avantages d'un traitement à base d'opium, de repos et d'une diète totale furent reconnus, que les règles concernant les sutures évoluèrent et que les limites de la chirurgie dans ce type de blessures furent évoquées .

#### Autres blessures
Les hasards du champ de bataille provoquèrent des blessures variées et inédites que les médecins s'empressèrent de consigner pour l'information de leurs collègues : contusions, concussions, luxations, entorses, brûlures, larges blessures dues à des éclats d'obus. En dehors des blessures par balle, les causes les plus variées, et parfois les plus triviales, contribuèrent à alimenter les rapports des chirurgiens : coups de pied de mules, chute de hauteur depuis un arbre, chute de cheval, accident de chemin de fer, blessures infligées par des objets contondants ou par la pratique du scalp, toujours répandue chez certains combattants d'origine indienne.

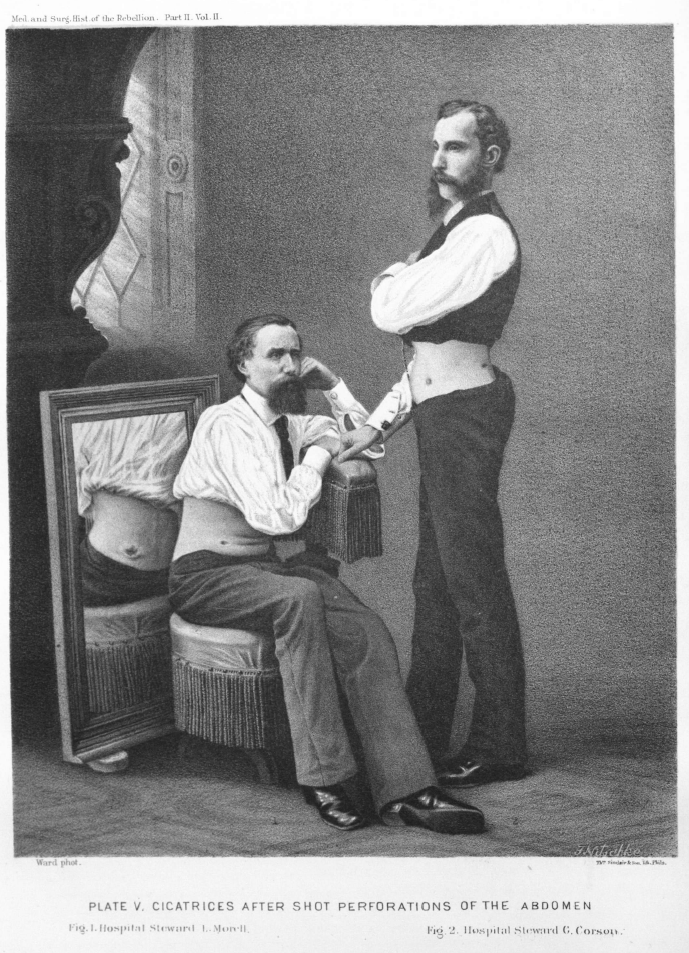
Cicatrice de projectile ayant pénétré dans l'abdomen (MSHWR).
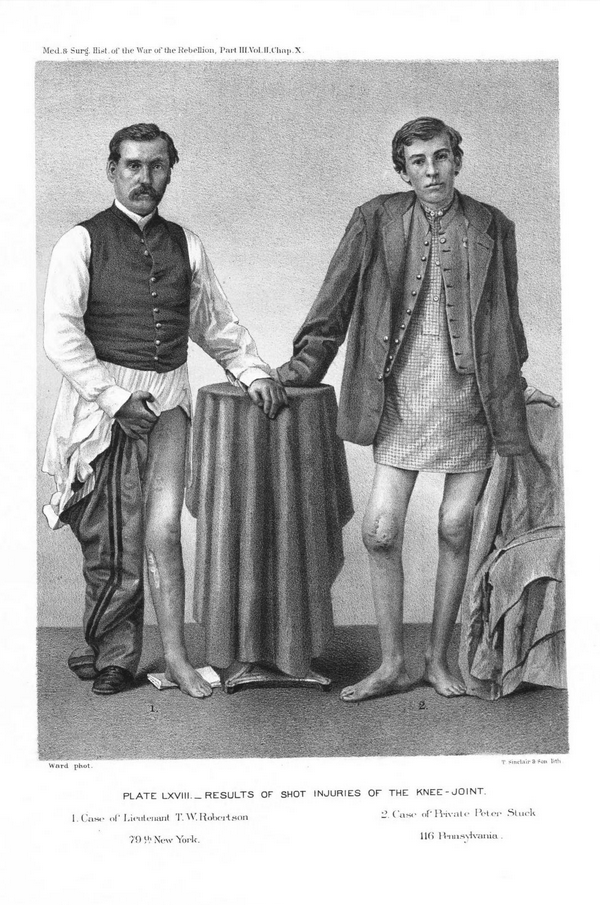
Suites d'une blessure par balle au genou (MSHWR).
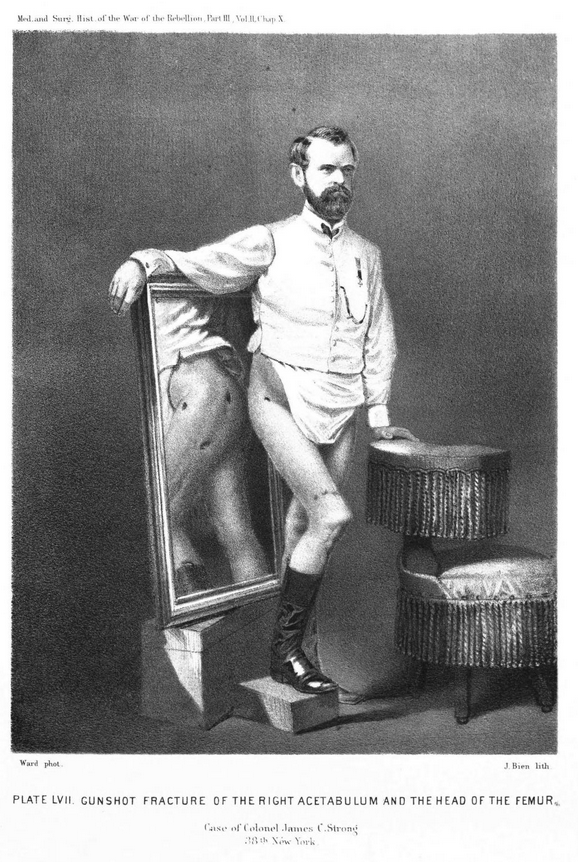
Suites d'un fracture par balle de la tête du fémur (MSHWR).

Dans la première partie du volume consacré à la chirurgie du Medical and Surgical History of the War of Rebellion, les blessures de la tête occupent à elles seules trois cent vingt pages, les blessures de la face et du cou une centaine, celles de la poitrine deux cents pages, celles de la colonne vertébrale plus de cent.
Cette masse de cas traumatologiques permit aux chirurgiens d'améliorer leurs techniques d'intervention, notamment de trépanation, et de mettre au point les bases de la chirurgie reconstructrice de la face.

#### Complications de blessures
Le tétanos et l'érysipèle restant relativement rares (respectivement 0,2 % et 0,4 % des blessures), la complication la plus courante était la gangrène, parfois fatale. Les statistiques de l'Union font état de 2 642 cas de gangrène (dont au moins 1 142 mortels). Les praticiens étaient conscients que ces cas étaient dus au manque d'hygiène qui entourait l'accueil, l'hébergement et la manipulation des blessés. Observant dans leurs hôpitaux le caractère contagieux de ses manifestations, ils la baptisèrent hospital gangrene. Connue et redoutée par les équipes médicales, elle justifia l'adoption de mesures préventives touchant l'hygiène du personnel et des locaux ainsi que l'isolement relatif des malades. Quant au traitement, couronné de succès dans plus de la moitié des cas, il consistait à amputer (ou à réamputer), à parer les plaies et à appliquer localement des topiques antiseptiques et détergents, notamment à base d'ammoniaque, d'acide nitrique, de bromure de potassium ou de nitrate de mercure.
Plus généralement les infections locales ou étendues constituaient des complications fréquentes de blessures et de nombreux blessés succombaient finalement à la septicémie.

### Malades
| Les statistiques perdues des Confédérés |
| --- |
| Les archives Confédérées qui contenaient les rapports du Service sanitaire des armées rebelles furent détruites dans des incendies à la chute de Richmond. L'armée de l'Union mit alors la main sur les archives du Chimborazo hospital de Richmond, couvrant la période octobre 1861-mars 1865. Cet hôpital avait reçu, pendant cette période 77 889 patients, dont 63 357 malades et 14 532 blessés. L'exploitation des données recueillies au Chimborazo hospital se heurta à certaines difficultés : modalités d'enregistrement, mouvements internes à l'hôpital, et, surtout, la pratique des Confédérés d'accorder massivement des « permissions de convalescence » qui consistait souvent à retourner chez soi pour y mourir. Les informations concernant l'état sanitaire des armées confédérées s'enrichirent en juillet 1868, quand le Dr T. H. Williams, qui avait servi avec les armées du Sud transmit au Surgeon general des données qu'il avait collectées, entre juillet 1861 et mars 1862, auprès de l'armée confédérée du Potomac, au moment où il en était le directeur médical. Bien qu'incomplètes, ces statistiques portent sur un échantillon suffisant (111 000 hommes) pour donner une idée de la situation sanitaire des Confédérés. Ces derniers n'étaient pas mieux lotis que leurs adversaires et présentaient des taux de morbidité beaucoup plus élevés en matière de diarrhée et de dysenterie (740 p. 1 000 contre 407 p. 1 000) ; les chiffres semblent indiquer que la mortalité en résultant était, elle aussi, plus élevée que dans l'armée de l'Union. Dans les papiers du Dr Williams, se trouvaient également des rapports mensuels concernant certains hôpitaux généraux situés en Virginie, pour la période septembre-décembre 1862. Pendant cette période 2 855 cas aigus et 2 258 cas chroniques furent hospitalisés dans les neuf hôpitaux concernés par les rapports. Enfin, des informations fragmentaires furent collectées et publiées par le Dr Joseph Jones, un médecin ayant servi chez les Confédérés. Les données confédérées, qui portent sur plus de 300 000 cas, indiquent que la diarrhée et la dysenterie représentaient un cas sur 3,6 et que la mortalité en découlant était d'un décès pour 67,6 patients, soit un décès imputable à ces affections pour 9,3 malades. |

#### Diarrhée et dysenterie
Aigües ou chroniques, la diarrhée et la dysenterie, toutes causes confondues, furent les principales affections dont souffrirent les troupes et elles mirent hors de combat plus de soldats que toutes les autres maladies, et presque autant que les blessures. D'après les statistiques du Service de santé de l'Union, portant sur la période du 1er mai 1861 au 30 juin 1866, au moins 1 739 000 soldats furent affectés et plus de 57 000 d'entre eux en moururent.
Ces affections représentaient en moyenne un décès sur 21 malades pour le Nord et un décès pour 44 malades pour le Sud. La gravité des symptômes était influencée par l'état de faiblesse des troupes, leurs conditions de cantonnement, la qualité de l'eau de boisson, la saison, la zone géographique dans laquelle elles opéraient. Elles atteignirent leur paroxysme dans les camps de prisonniers, où, d'un côté comme de l'autre, toutes les conditions étaient réunies pour qu'elles prospèrent.
Les services de santé des deux bords restèrent largement impuissants devant l'aspect épidémique de ces pathologies mal identifiées et durent se contenter de traitements symptomatiques faisant appel à une très large pharmacopée et à une variété de modes d'administration, auxquels les médecins tentèrent, durant toute la durée du conflit, d'apporter des améliorations, tout en cherchant à développer les mesures de prophylaxie et l'hygiène entourant les patients atteints.

#### Fièvres
Après la diarrhée et la dysenterie, le paludisme (alors connu sous le nom de malaria) fut l'affection la plus invalidante pour les armées de la guerre de Sécession. Les accès de fièvre étant récurrents et les malades ne pouvant pas en être débarrassés, l'armée de l'Union enregistra près d'un million de cas. Les Confédérés furent touchés dans des proportions probablement identiques, mais avec un taux de mortalité qui semble inférieur. Incapables de faire le lien entre la maladie et la présence des moustiques vecteurs du parasite, les médecins l'attribuaient aux émanations des marais ou aux « miasmes » générés par les cantonnements surpeuplés et les mauvaises conditions d'hygiène. Ces interprétations erronées les conduisirent cependant à des décisions justes, évitant les zones humides et établissant les campements, dans la mesure du possible, sur des hauteurs mieux ventilées.
Alors que la malaria, avec ses pics de fièvre caractéristiques (quotidiens, « tierces » ou « quartes »), était assez précisément diagnostiquée, nombre d'autres fièvres étaient confondues sous le nom de camp fevers, couvrant souvent d'autres pathologies comme la fièvre jaune ou la typhoïde, ou classées selon des catégories reflétant les connaissances de l'époque (fièvres paroxystiques, continues, rémittentes, éruptives), mais sans intérêt thérapeutique.

#### Autres pathologies
Les deux armées furent également confrontées à des épisodes épidémiques massifs qui accompagnèrent, dans les premiers mois de guerre, la constitution des nouveaux régiments et, par la suite, les grands rassemblements de troupe.
Les médecins connaissaient la vaccination contre la variole (small pox), mais la pratique n'était ni très répandue ni très bien maîtrisée et les rappels nécessaires n'étaient pas effectués. La confusion qui entoura les premières mobilisations ne permit pas d'inclure l'immunisation dans le processus de recrutement, qui ne comportait, souvent, pas d'examen médical.
La plupart des nouveaux régiments furent donc mis hors service, dans les premiers mois de la Guerre, par des épidémies meurtrières de variole ou, moins graves, de maladies infantiles (rougeole, oreillons, scarlatine) qui refaisaient surface chez les recrues qui avaient vécu isolées sur leurs fermes. Pendant la première année du conflit, et au-delà dans certains cas, l'indiscipline des recrues et l'incompétence sanitaire de leurs officiers aggravèrent la situation, au point que le secrétaire exécutif de la Sanitary commission put écrire : « aucune maladie n'est aussi destructrice pour une armée que le manque de discipline ». Il n'était pas rare pour un régiment nouvellement formé d'avoir un tiers de ses effectifs à l'infirmerie. À régime, la proportion pouvait être d'un quart.
Ces épisodes se répétèrent de manière ponctuelle, mais parfois déterminante pour la conduite des opérations, pendant toute la durée de la guerre, en fonction des saisons, des théâtres d'opération, des conditions de cantonnement et de l'état d'entretien des troupes.
Les statistiques publiées après le conflit tiennent le décompte d'une kyrielle d'affections auxquelles les médecins militaires et les troupes furent confrontées, parmi lesquelles les pneumonies au sens large, auxquelles les deux armées payèrent un lourd tribut, la tuberculose, la jaunisse, les méningites, les ophtalmies, l'eczéma contagieux (army itch), le scorbut, les insolations, les rhumatismes, les intoxications, l'alcoolisme, les maladies vénériennes, la « nostalgie ».

## Hôpitaux

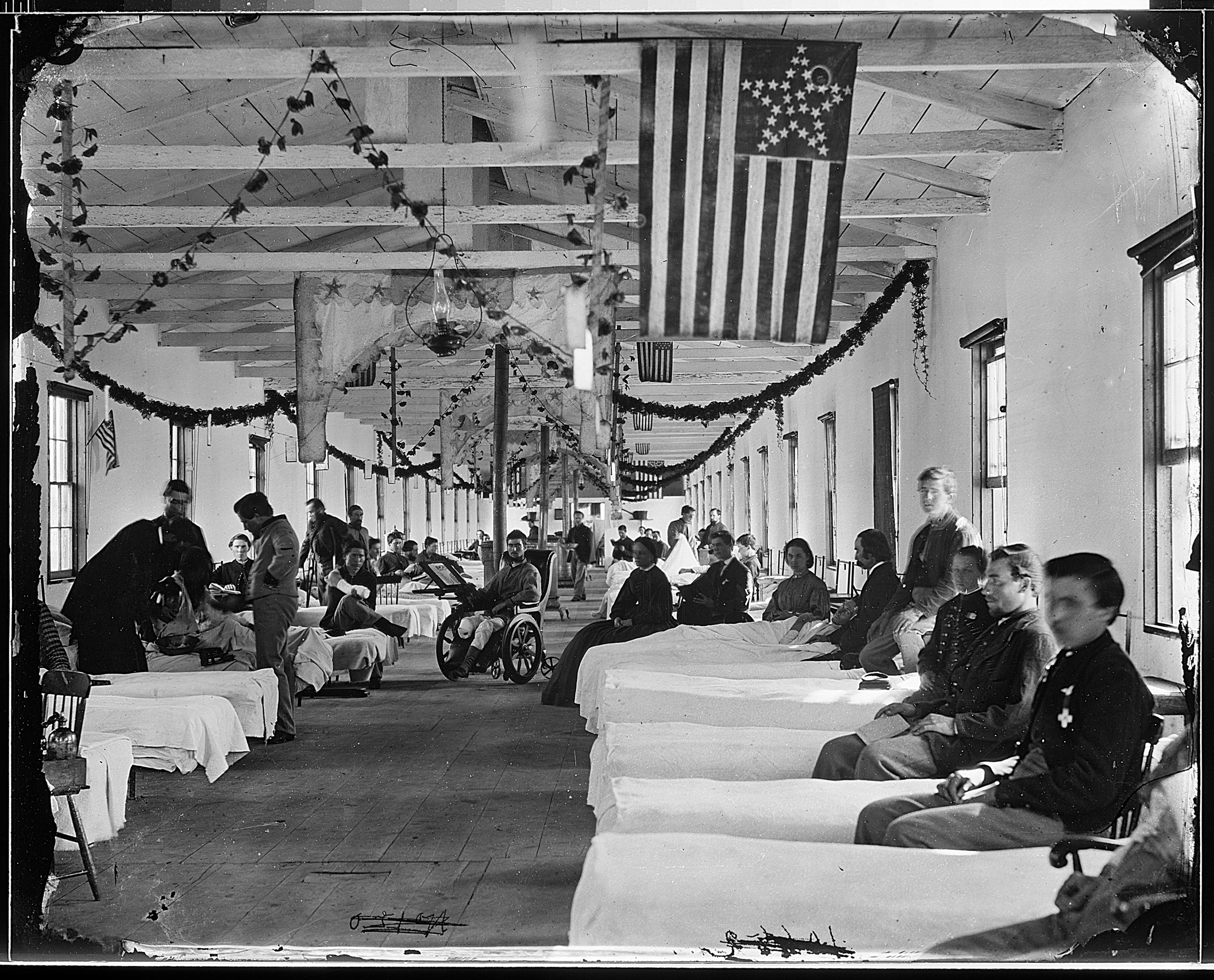
L'intérieur d'une chambrée au Carver hospital, Washington, D. C. (Brady National Photographic Art Gallery).

Avant le déclenchement de la guerre, les malades étaient soignés à domicile, assistés par leurs proches et un médecin passant à intervalles réguliers. L'hôpital était une institution privée, de petite taille, à vocation caritative et réservée aux voyageurs et aux déshérités qui ne pouvaient bénéficier du cadre familial. Chacun était persuadé qu'un malade ou un blessé ne pouvait recevoir de meilleurs soins qu'au sein de sa propre famille et la notion d'hospitalisation était inconnue des Américains. De ce point de vue, le conflit, en massifiant, en rationalisant et en professionnalisant le fonctionnement et l'architecture des hôpitaux, constitua un tournant pour la société américaine et pour la médecine en général.
Au début de la guerre, les belligérants ne purent donc pas compter sur des hôpitaux préexistants et durent organiser, depuis le champ de bataille jusqu'à l'arrière, leurs réseaux hospitaliers. Le rassemblement et les premiers mouvements de troupes étant souvent accompagnés d'épidémies, des hôpitaux de campagne étaient établis, à mesure de l'avancée de l'armée, dans des locaux réquisitionnés et sommairement aménagés (granges, entrepôts, hôtels, écoles, collèges, bâtiments publics ou agricoles, églises, usines) ou sous forme de villages de tentes.
Si les troupes étaient en marche, les bâtiments réquisitionnés pouvaient n'être occupés que peu de temps et rendus intacts à leurs propriétaires. Si le front se stabilisait et que des cantonnements s'installaient en arrière du front, ils pouvaient aussi être utilisés dans la durée et subir de lourdes restructurations.
À l'approche des combats, une partie des chirurgiens du régiment étaient détachés, avec un nombre suffisant d'auxiliaires, pour établir des postes de triage, au plus près du champ de bataille, et des postes médicaux avancés, juste hors de portée de l'artillerie ennemie. Ces postes avancés, susceptibles d'être évacués en fonction des combats, étaient composés de locaux réquisitionnés, de tentes et d'hébergements en plein air, de préférence abrités par des arbres. Les ambulanciers y triaient les blessés, les infirmiers y administraient les premiers secours et les chirurgiens y stabilisaient les patients et réalisaient les interventions d'urgence (ligatures, amputations).
Les survivants étaient ensuite évacués vers l'hôpital de campagne et, de là, si leur état le nécessitait et le permettait, vers les hôpitaux généraux situés loin du front.
Sur le trajet, les malades et les blessés pouvaient être amenés à séjourner, de quelques heures à quelques jours, dans un receiving and distributing hospital installé de manière provisoire à proximité d'un nœud de communication.
Contrairement aux hôpitaux de campagne, dont les réquisitions étaient redoutées par la population, les hôpitaux généraux étaient plutôt considérés comme une aubaine économique par les villes où ils s'installaient.
Initialement improvisés à partir des bâtiments disponibles (tribunaux, églises, hôtels, écoles), les hôpitaux généraux situés loin des théâtres d'opération purent s'organiser de manière pérenne. De nombreux hôpitaux généraux, au Nord comme au Sud, furent construits pour l'occasion, et organisés en unités (pavilions). Ces unités étaient composées de tentes ou de bâtiments en bois, de plain pied, bien ventilés et hébergeant chacun de 30 à 60 patients. Elles étaient arrangées en rangs séparés par des rues ou selon des plans en roue de charrette. Des bâtiments complémentaires hébergeaient l'administration et l'intendance. La plupart des hôpitaux généraux disposaient d'une chapelle, parfois d'une bibliothèque. Certains avaient un potager, une basse-cour et une laiterie, dont prenaient soin les convalescents. Certains hôpitaux généraux étaient réservés aux officiers, d'autres se spécialisèrent dans certaines pathologies.

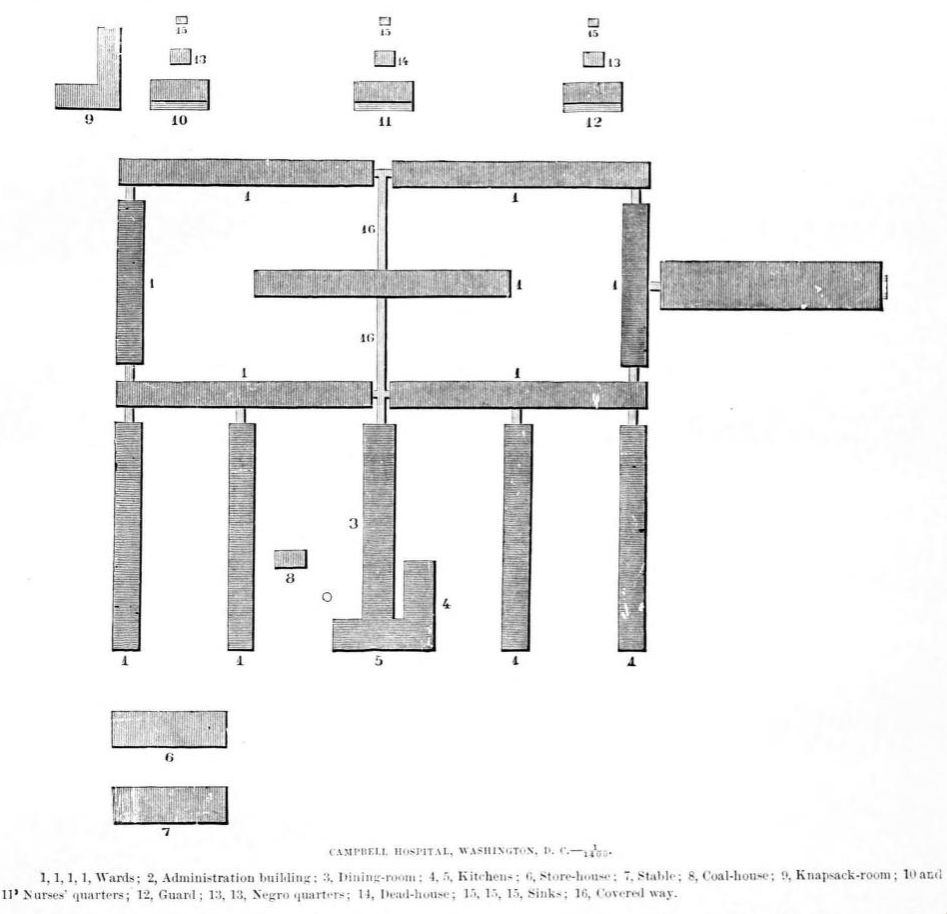
Plan du Campbell hospital de Washington D.C. (MSHWR).
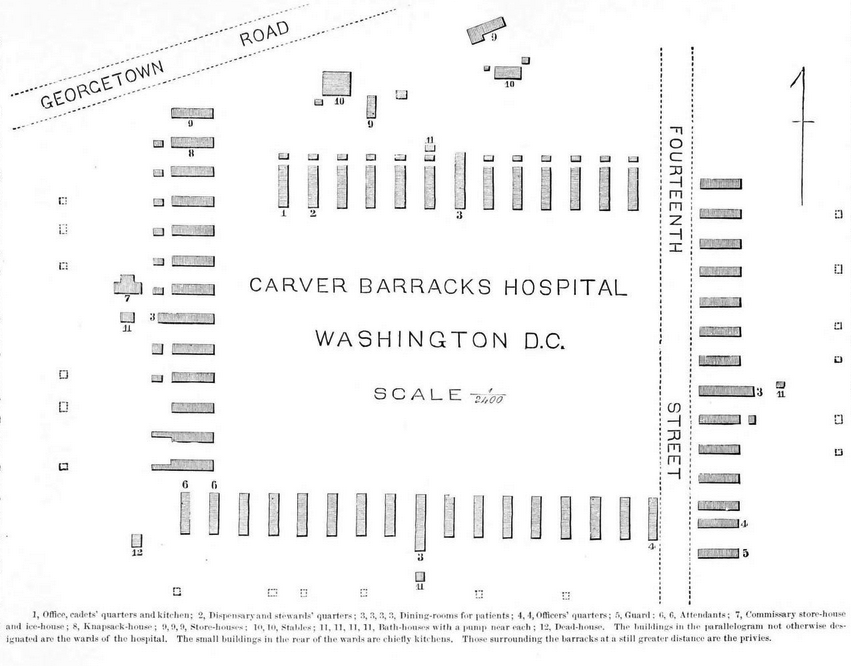
Plan du Carver barracks hospital de Washington D.C. (MSHWR).
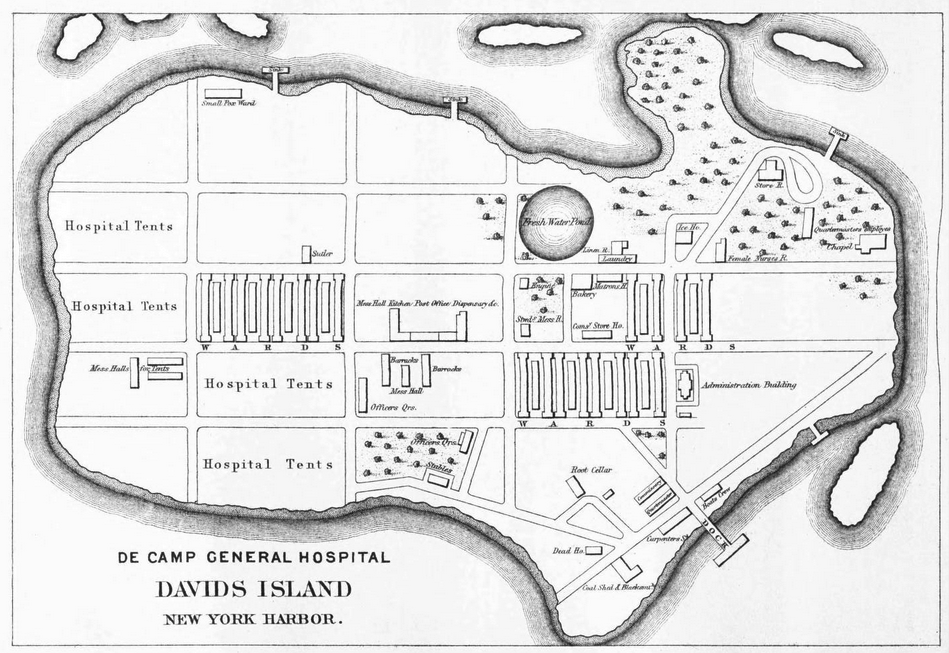
Plan du De Camp general hospital établi sur Davids Island, dans le port de  New York (MSHWR).
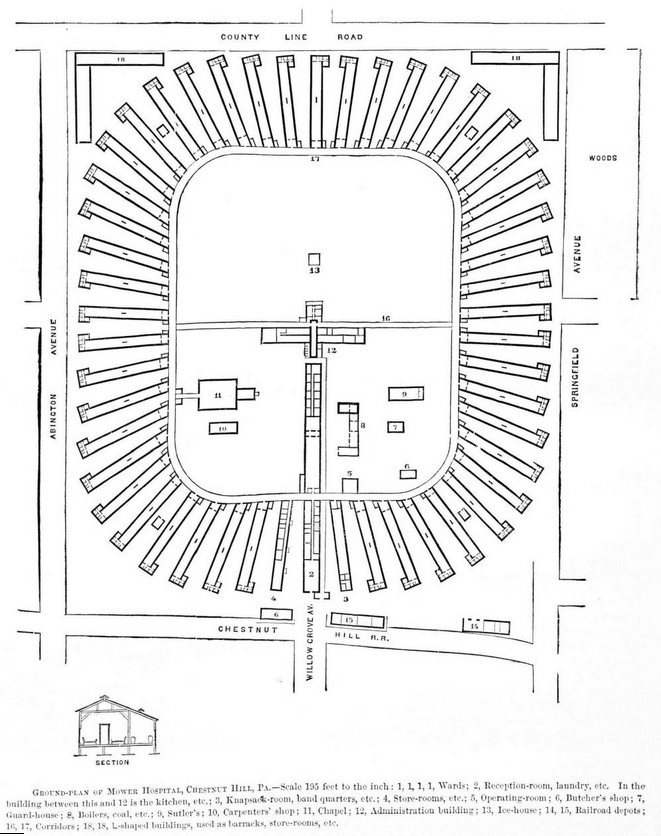
Organisation en roue de charrette du Mower general hospital à Chestnut Hill (Pennsylvanie) (MSHWR).

Enfin, le dispositif était complété par des maisons de repos et de convalescence et par des « hôpitaux de bord de route » (wayside hospitals). Ces derniers, le plus souvent gérés par des organisations caritatives et situées sur les principales voies de communication, accueillaient les soldats regagnant leurs foyers ou remontant vers le front.
En dehors des postes médicaux avancés, le fonctionnement des hôpitaux de campagne, des hôpitaux généraux, des maisons de repos et des hôpitaux de bord de route fit massivement appel aux civils et, notamment, malgré les réticences initiales des chirurgiens militaires, à un nombreux personnel féminin qui allait donner naissance, dans l'immédiat après-guerre, au corps infirmier. Très hiérarchisé, l'ensemble du dispositif fut également l'objet d'une gestion administrative minutieuse aussi bien pour l'intendance que pour le suivi des patients, depuis leur admission jusqu'à leur décharge.

## Transport des blessés et des malades

### Organisation du train de l'ambulance

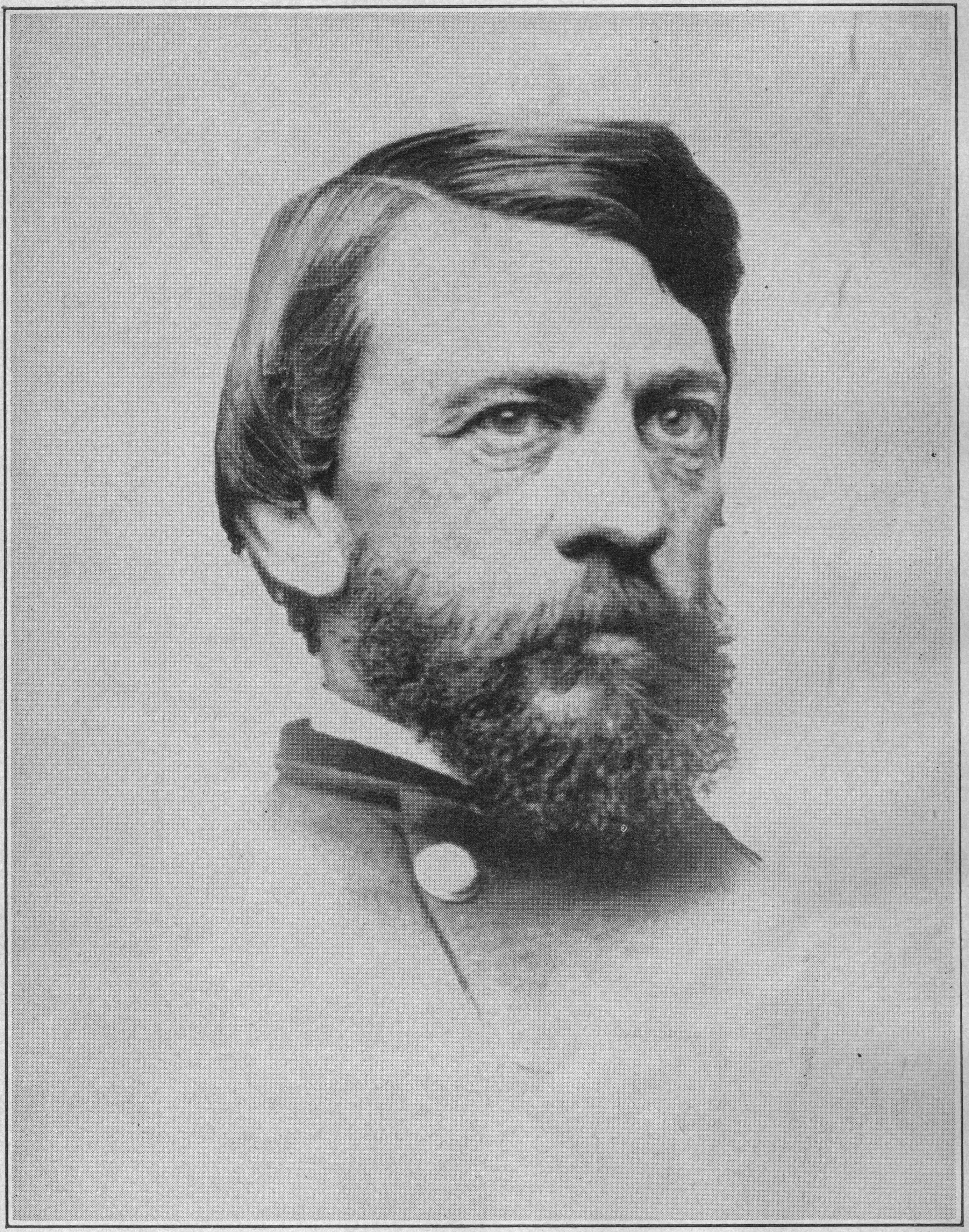
Jonathan Letterman, directeur médical de l'armée du Potomac : son service d'ambulance servira de modèle pour l'armée de l'Union (U.S. Army Medical Museum).

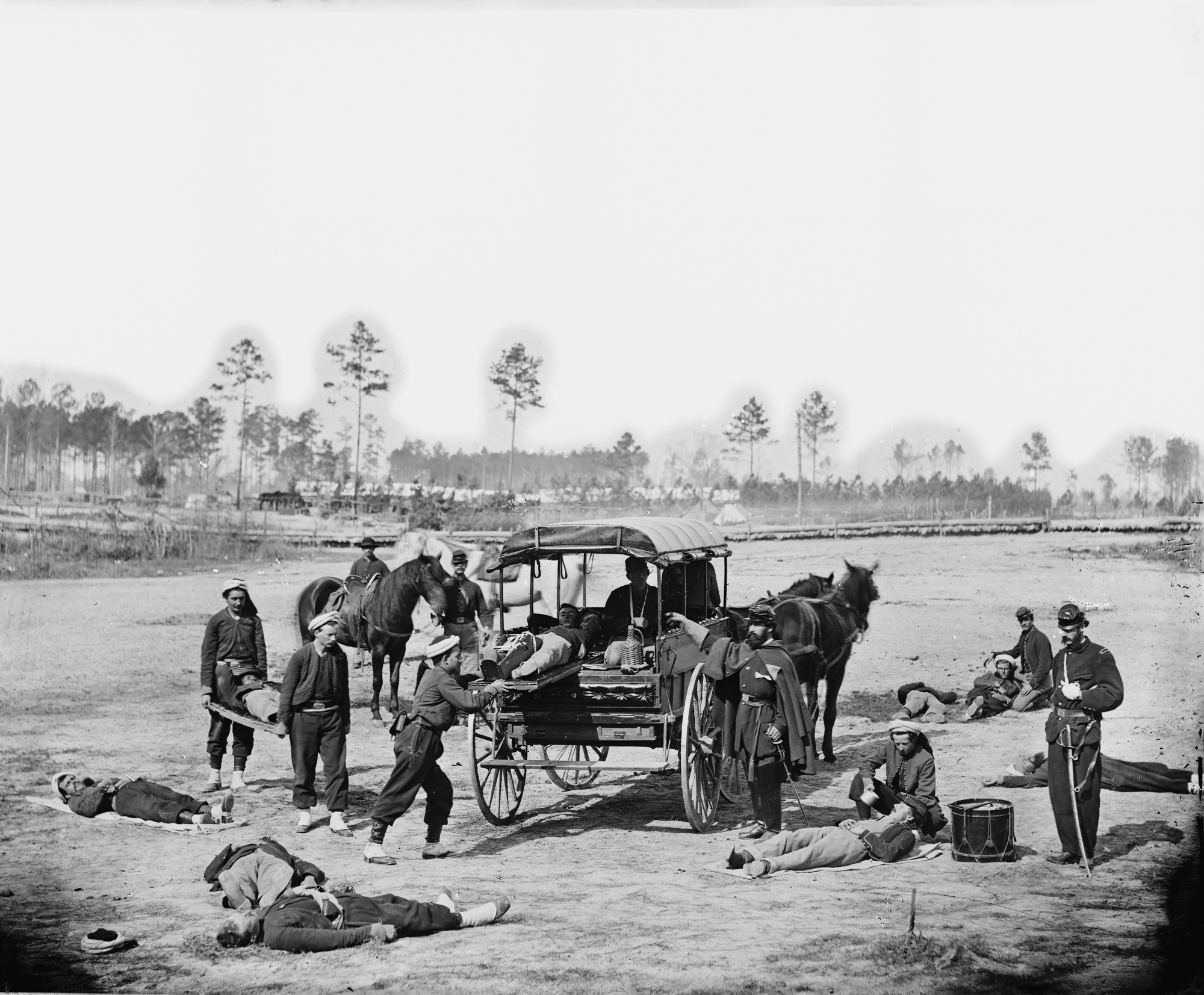
Entrainement des zouaves du train de l'ambulance des armées de l'Union (Bibliothèque du Congrès).

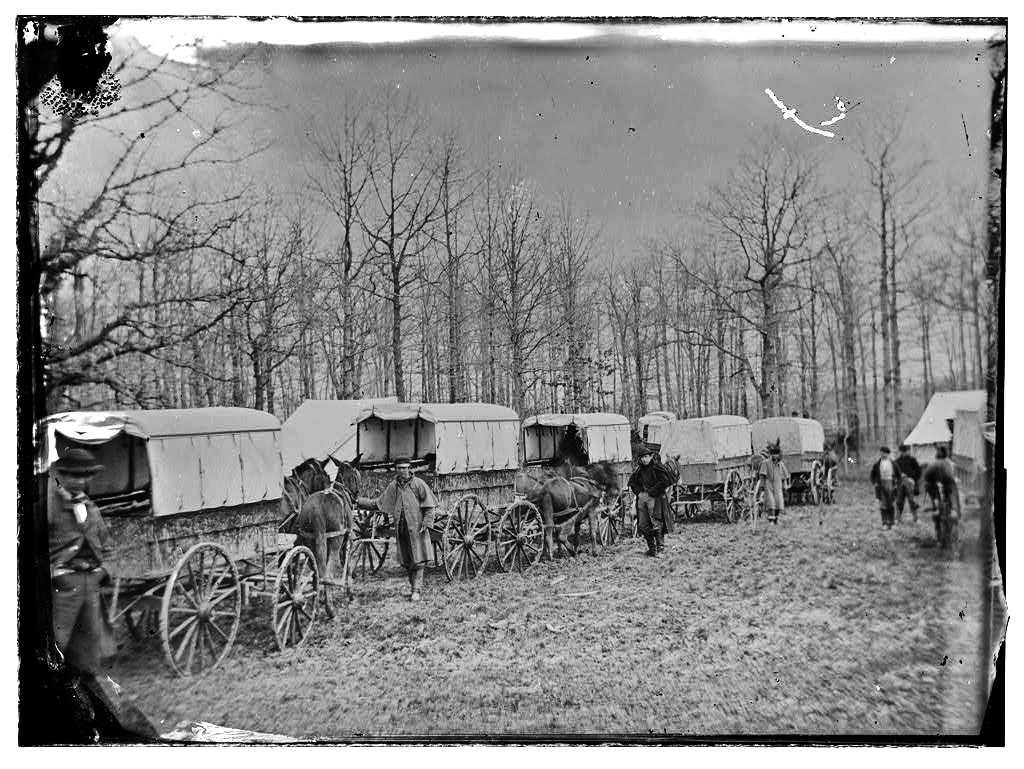
Train des ambulances stationné au Harewood Hospital (Washington D.C.) en juillet 1863. Bibliothèque du Congrès B811- 1146

Le Service médical de l'Union se rendit rapidement compte de la nécessité d'organiser un service d'ambulance pour l'évacuation des blessés et les bases d'un véritable corps d'ambulanciers se mirent en place, sous la pression des événements, de l'opinion publique et de la Sanitary commission, corps d'armée par corps d'armée.
Pour l'armée du Potomac, des bases embryonnaires furent établies en octobre 1861 et développées en août 1862 à l'initiative du Dr Jonathan Letterman, directeur médical de l'armée. Le bénéfice du « système Letterman » fut immédiatement perceptible lors de la bataille d'Antietam (septembre 1862) quand les 300 ambulances de l'Union se portèrent au secours des blessés de l'aile droite, tandis que l'aile gauche était dépourvue d'un service comparable. En décembre de la même année, les ambulanciers, organisés de cette manière firent encore leurs preuves pour évacuer, à l'aide de plus de 1 000 véhicules, les blessés de la première bataille de Fredericksburg, laissant sur le terrain un officier tué, et plusieurs ambulanciers morts ou faits prisonniers.
Pour ce qui concerne l'armée du Tennessee, le Corps d'armée commandé par le général Sherman était le seul à disposer d'une organisation en matière d'ambulances et ce n'est qu'en mars 1863 que fut institué un corps d'ambulanciers.
Ces initiatives locales ne constituant pas une règle, W. A. Hammond, alors Surgeon general, appuyé par la Sanitary commission présenta, en août 1862, un premier projet, qui se heurta au refus de P. H. Watson, secrétaire-adjoint à la Guerre : « Le train de notre armée est déjà bien trop lourd et pénalise très sérieusement les mouvements des troupes sur le terrain. L'ennemi a un grand avantage sur nous en cette matière : organiser le service médical que vous proposez, en-dehors de générer des dépenses énormes, aggraverait le mal. [..] Je considère ce projet comme de nature à augmenter les dépenses et à immobiliser notre armée en y ajoutant un nombre important de non-combattants, sans aucun avantage en retour. Je me prononce donc contre son adoption. ».
Une deuxième tentative épistolaire eut lieu le 7 septembre 1862 pointant l'état déplorable de la situation et : « l'abominable désordre qui règne sur les opérations d'évacuation des blessés des champs de bataille. La rareté des ambulances, le manque d'organisation, l'alcoolisation et l'incompétence des conducteurs, l'absence totale d'aides-soignants produisent aujourd'hui les effets attendus, effets que j'estime ne pas avoir le droit de cacher à la connaissance de vos services. L'organisation du système doit être placée sous la supervision du Service médical. Un corps d'ambulance doit être créé et mis en état de fonctionner immédiatement. À ce jour, 600 blessés sont toujours sur le champ de bataille […] Nombre d'entre eux sont morts de faim, d'autres mourront encore d'épuisement et tous ont subi des souffrances qui auraient pu être évitées […] ».
Malgré ce rappel à la réalité, assorti de sombres prédictions quant aux suites des combats à venir, le Surgeon general se heurta au même refus de la part de H. W. Halleck, alors général en chef des armées du Nord.
La mise en place officielle d'un corps d'ambulanciers uniforme pour toutes les armées du Nord ne fut réalisé qu'à la fin de l'hiver 1864, par un acte du Congrès approuvé par le Président le 11 mars de la même année, qui établissait définitivement l'autorité du Service médical sur le Corps des ambulanciers. Le texte définissait en outre les moyens humains et matériels à mettre en œuvre, la hiérarchie des responsabilités, le contrôle et la discipline du Corps.
Du côté confédéré, l'organisation du corps des ambulanciers évolua également, à l'initiative notamment du Richmond ambulance committee, mais elle resta souvent théorique.

### Sur le champ de bataille
Les blessés étaient la plupart du temps évacués du champ de bataille manuellement, portés par leurs camarades ou par des ambulanciers, à l'aide de dispositifs improvisés ou de civières réglementaires (du côté de l'Union, 50 000 civières furent mises à disposition pendant la durée de la guerre), comme la Satterlee. Les médecins, les organisations caritatives et les inventeurs rivalisèrent d'ingéniosité, tout au long de la guerre, pour proposer des modèles améliorés.

Transports de blessés utilisés au front
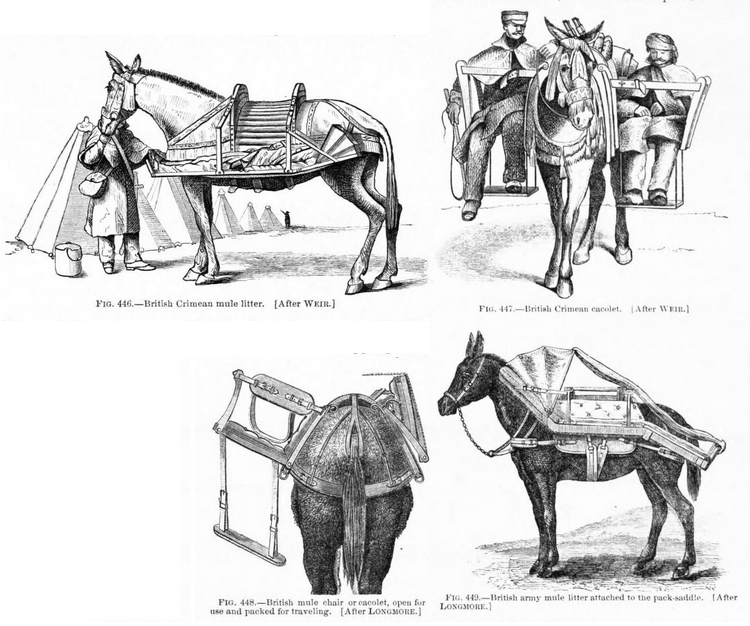
Divers moyens de transport des blessés utilisés pendant les guerres européennes des années 1850 (MSHWR).
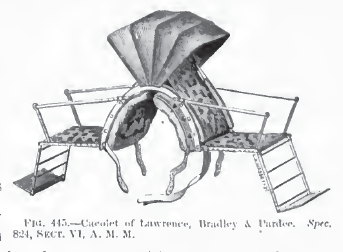
Un modèle de cacolet testé pour le transport des blessés (MSHWR).
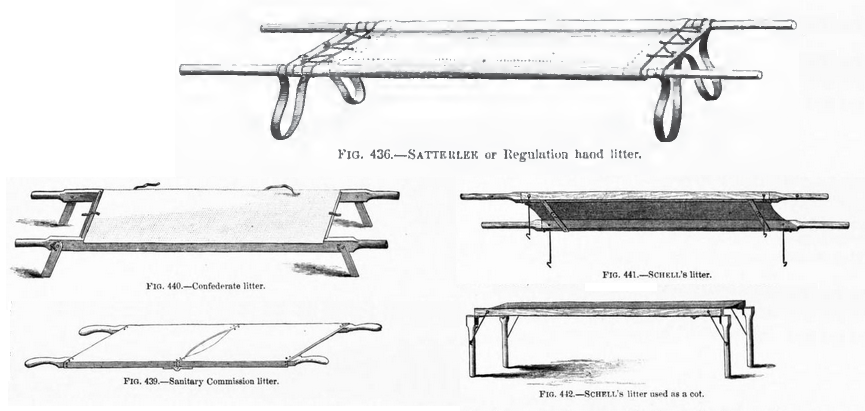
Civière Satterlee (réglementaire Union) et autres modèles (MSHWR).
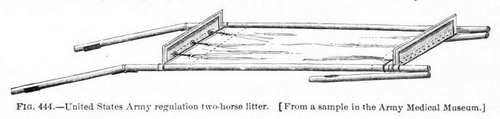
Civière (réglementaire Union) destinée à être portée par deux chevaux (MSHWR).

Le véritable casse-tête pour le Service médical des armées fut de trouver un système efficace pour transporter les blessés à dos de mule ou de cheval. S'inspirant de modèles de sièges, de bâts ou de cacolets utilisés par les armées européennes dans leurs engagements les plus récents. Tous les efforts et les dépenses engagés pour mettre au point et faire construire ces dispositifs se heurtèrent à des échecs dus à la configuration et aux contraintes du terrain.

### Transport par voiture
Jusqu'au déclenchement de la guerre, le transport des blessés n'avait pas donné lieu à des dispositions particulières, tout type de moyen de transport disponible étant employé pour évacuer les victimes des combats.
Différentes commissions médicales avaient examiné, ou proposé, des modèles d'ambulance, mais leurs recommandations n'avaient pas été suivies d'effet.
Le déclenchement de la guerre mit donc en évidence l'impréparation des armées et de leurs Services médicaux, dont les responsables continuèrent, pendant toute la durée du conflit, à examiner les modèles « améliorés » que leur proposaient médecins, carrossiers et inventeurs en tous genres.
Du côté de l'Union, ces nouveaux modèles se proposaient de remplacer les ambulances à deux roues, puis les ambulances Wheeling utilisées par une bonne partie de l'armée, en optimisant le poids de la voiture, sa maintenance, l'organisation de l'armoire à pharmacie, le nombre de places asises et couchées, la suspension et le confort des blessés. Finalement, la Wheeling fut progressivement supplantée par le modèle Rucker.

Chariot aménagé et ambulances à deux roues utilisées au début de la guerre
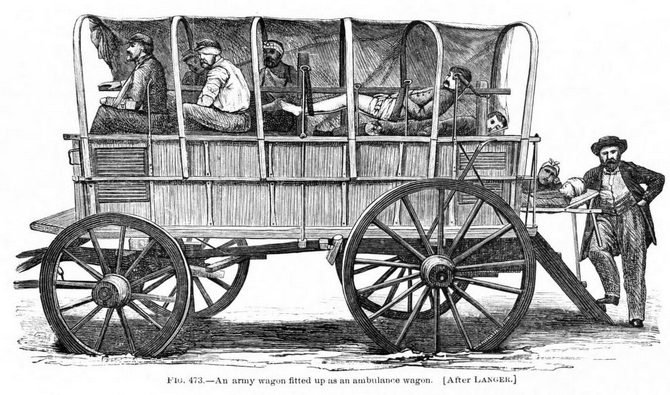
Chariot aménagé en ambulance (MSHWR).
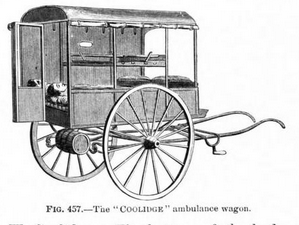
Ambulance Coolidge (MSHWR).
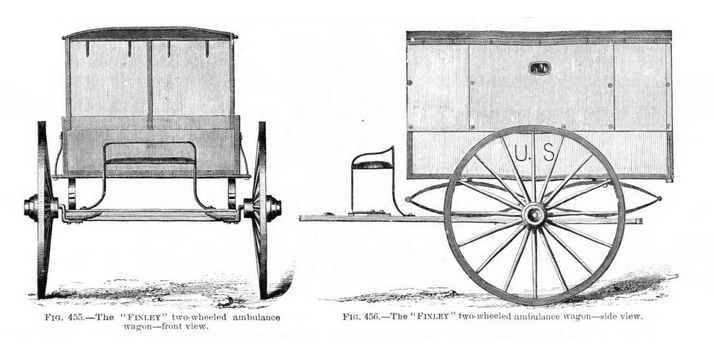
Ambulance Finley (MSHWR).

Différents modèles d'ambulances à quatre roues
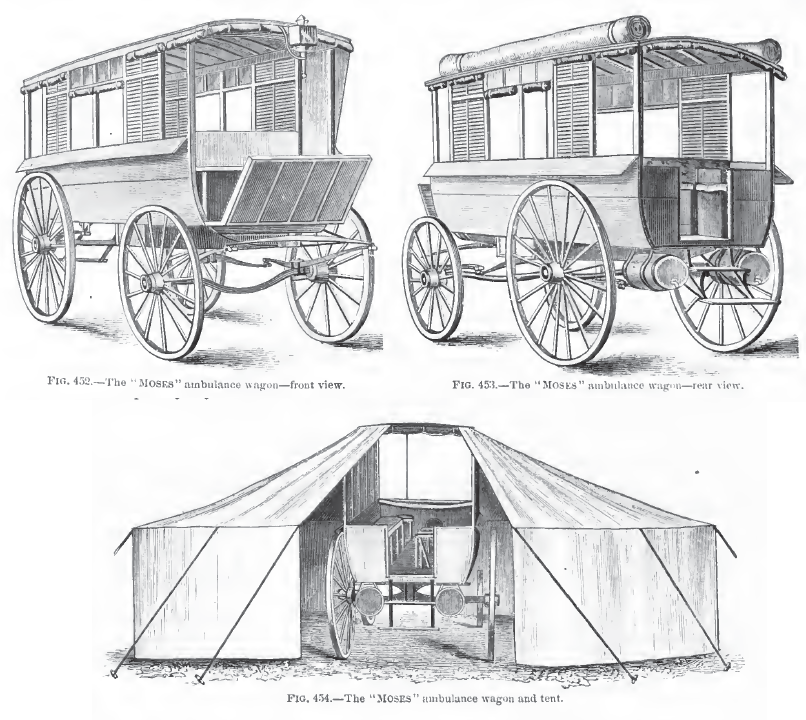
Ambulance Moses avec sa tente (MSHWR).
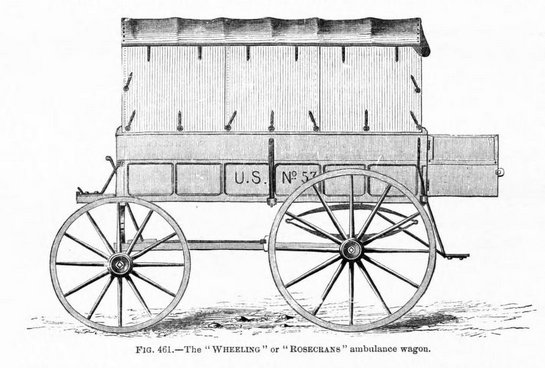
Ambulance modèle Wheeling (ou Rosecrans) (MSHWR).
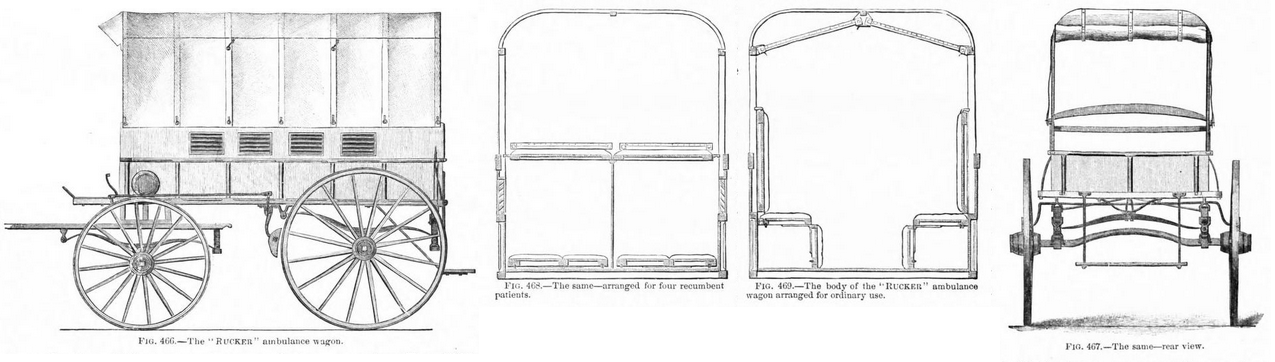
Ambulance modèle Rucker, le plus utilisé, avec le modèle Wheeling dans l'armée de l'Union.

Les Confédérés eurent, pour leur part, un atelier de construction d'ambulances situé à Richmond, mais il ne put jamais fournir les quantités correspondant aux besoins de l'armée.
Finalement, en fonction des corps d'armée, des années, des besoins du moment et des prises de guerre, le parc d'ambulances des belligérants était composé d'une grande variété de modèles auxquels venaient s'ajouter de simples chariots reconvertis de manière artisanale pour le transport des blessés.

### Transport par chemin de fer
Très perturbés, au début de la guerre, par l'afflux des blessés et des malades, les états-majors et leur Service médical réalisèrent rapidement que leur évacuation vers l'arrière était essentielle pour poursuivre les opérations dans de bonnes conditions.
Pour ce faire, le rail, qui alimentait l'hécatombe en acheminant les troupes sur le front, s'avéra un instrument tout aussi essentiel pour éloigner rapidement les victimes des zones de combat. C'est ainsi qu'après Gettysburg (juillet 1863) le service médical de l'armée du Potomac dût prendre en charge 20 342 blessés : en l'espace de deux semaines, 15 425 d'entre eux avaient été transférés vers Baltimore, York, Harrisburg et New York.
Mais l'armée du Nord n'atteint pas immédiatement ce degré d'efficacité : les premiers transports ferroviaires de blessés furent aménagés à la hâte, à partir de wagons de marchandises, en août 1861, après la bataille de Wilson's creek et divers accrochages dans le Missouri.
Face aux souffrances indicibles endurées par les blessés pendant leur transport, les organisations caritatives proposèrent des améliorations et mirent à disposition du personnel. Ces premiers aménagements furent constamment améliorés.
Les wagons de marchandises présentaient un avantage : leurs larges baies permettaient de monter et descendre les patients sur leur brancard ou sur leur matelas, sans avoir à les manipuler en aggravant leurs blessures et leurs souffrances. Les blessés pouvaient ainsi être simplement déposés par terre sur une couche de paille, ou, si le wagon avait été équipé, voir leur brancard suspendu, sur deux ou trois niveaux, aux montants des châlits par des anneaux de caoutchoucs.
En janvier 1863, un modèle de wagon-hôpital, mis au point par la Philadelphia railroad company, fut présenté au Surgeon general de l'Union : « l'aménagement est identique à celui d'un wagon-lit, sauf que l'on peut faire entrer et sortir les couchettes, de manière que deux hommes peuvent les transporter, avec leurs patients, vers l'ambulance ou l'hôpital les plus proches. Le wagon possède 51 couchettes, ainsi qu'un siège à chaque extrémité pour un aide-soignant. Il est équipé d'un réchaud sur lequel on peut préparer la soupe, d'un réservoir d'eau, d'un vestiaire et de toilettes commodes. On peut accrocher ces wagons à des convois de voyageurs et acheminer ainsi à Philadelphie des blessés graves ». L'idée fut accueillie favorablement et de nombreux wagons furent équipés ou construits pour être mis en service sur les lignes reliant le front à l'arrière, notamment Baltimore, Philadelphie, Harrisburg et New York.
Cette évolution conduisit rapidement à la proposition d'un convoi-hôpital composé de douze wagons, dont 10 réservés aux malades, un pour le matériel et un pour le personnel médical. Diverses variantes furent utilisées tout au long de la guerre, certaines comportant un wagon-cuisine, un wagon-pharmacie, etc. Les aménagements intérieurs des wagons furent également l'objet de variantes combinant couchettes pour les grabataires et places assises pour les blessés plus légers.

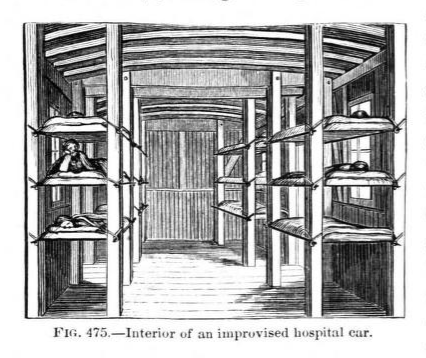
Intérieur d'un wagon sommairement aménagé pour transporter des blessés (dans MSHWR).
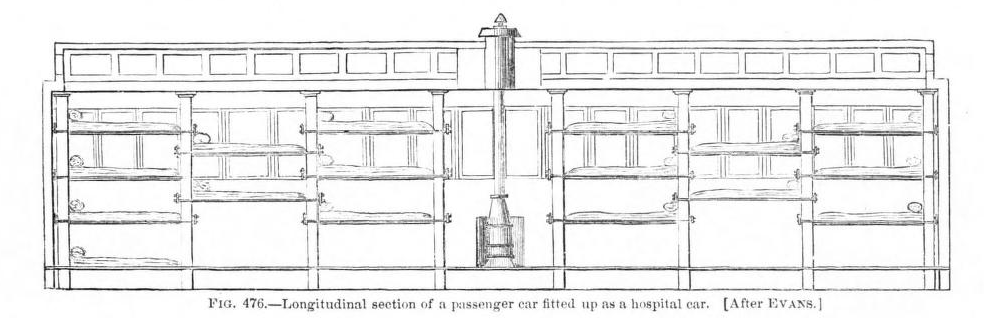
Section longitudinale montrant l'aménagement d'un wagon-ambulance, avec son poêle central et son système de ventilation (dans MSHWR).
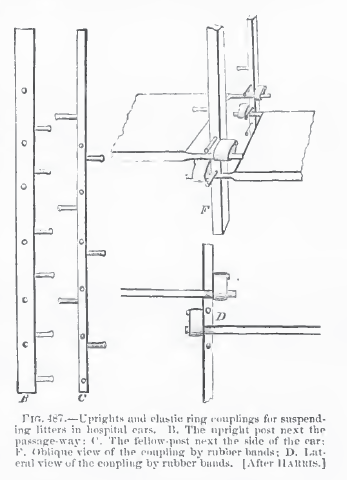
Système de suspension des civières dans un wagon-ambulance. Des améliorations furent constamment recherchées pour le confort des blessés pendant le transport (dans MSHWR).

Au printemps 1864, par exemple, trois de ces trains assuraient, pour l'Union, une liaison quotidienne entre Louisville (Kentucky) et Atlanta (Géorgie), soit 760 kilomètres, selon des horaires à peu près fixes. Les convois étaient clairement identifiés, et de manière très voyante comme des convois médicaux, roulaient lentement et étaient généralement respectés par les Confédérés. Ils étaient placés sous l'entière responsabilité du médecin en charge, qui avait barre sur l'ensemble du personnel à bord, y compris les conducteurs.
Du côté confédéré, un convoi sanitaire fut mis en circulation en janvier 1863 entre Chattanooga et Atlanta.
La guerre se termina sans qu'une politique unique ou un modèle standard aient été définis pour le transport ferroviaire des blessés et des malades. De fait, pendant toute la durée du conflit, selon les théâtres d'opération et selon les circonstances, les Services médicaux des deux camps eurent recours à toutes les solutions : véritables convois médicaux ou wagons sanitaires accrochés à des convois de voyageurs ou de marchandises ; wagons de marchandises sommairement aménagés avec une litière de paille (mais plus souvent de feuilles de palmiers, ou même de branches ou d'aiguilles de pin), wagons de marchandises adaptés avec des civières suspendues, wagons de voyageurs et wagons-lits aménagés ou, pour l'Union, wagons-hôpitaux spécialement construits pour l'occasion.

### Transport par bateau
Les campagnes du printemps 1862, déplaçant de nombreux corps d'armées de l'Union dans des zones inhospitalières de l'ouest américain provoquèrent chez les recrues des vagues épidémiques (fièvres malignes, diarrhées, etc.) qui dépassèrent totalement les capacités de traitement du Service médical. Pour se préparer à traiter les blessés des combats qui s'annonçaient inévitables, ce dernier décida de déplacer les malades, en masse, loin du théâtre des opérations. Le Mississippi se prêtait bien à une telle logistique, mais les médecins du Service avaient les plus grandes difficultés à détourner des transports de troupes valides à l'usage de leurs malades.
Naquit alors l'idée d'affréter des navires-hôpitaux et deux bateaux à vapeur, le City of Memphis et le City of Louisiana, furent ainsi équipés tant bien que mal pour valider l'idée. En avril 1862, les essais s'avérant concluants, ils furent rejoints par le D. A. January, puis, les besoins augmentant, par l' Empress, l' Imperial, le Stephen Decatur, le J. S. Pringel et des bateaux envoyés par différents États, constituant ainsi une flotte capable de transporter des milliers d'hommes.

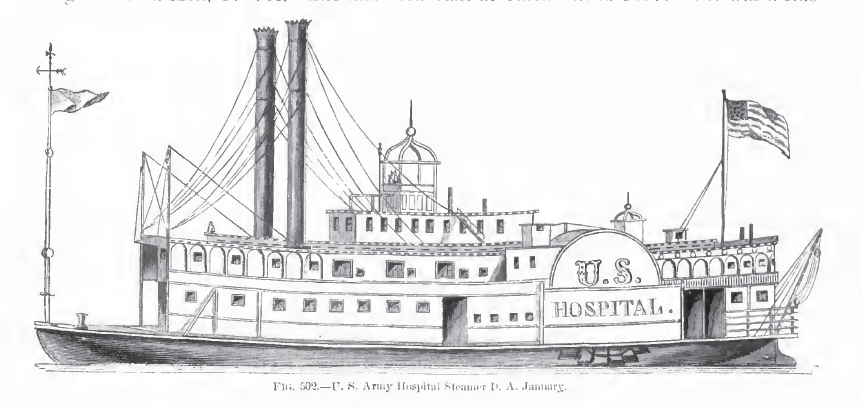
Le bateau-hôpital de l'Union D. A. January (MSHWR).
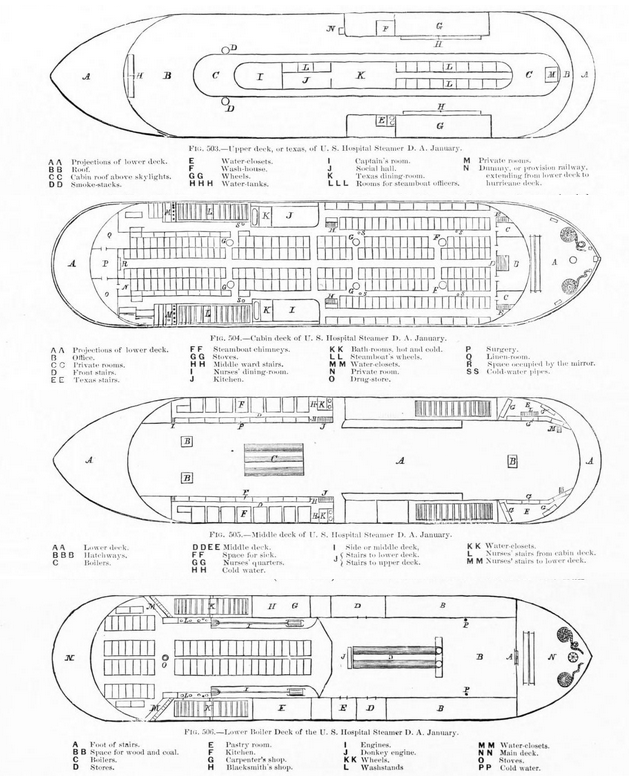
Plan des ponts du D. A. January (MSHWR).
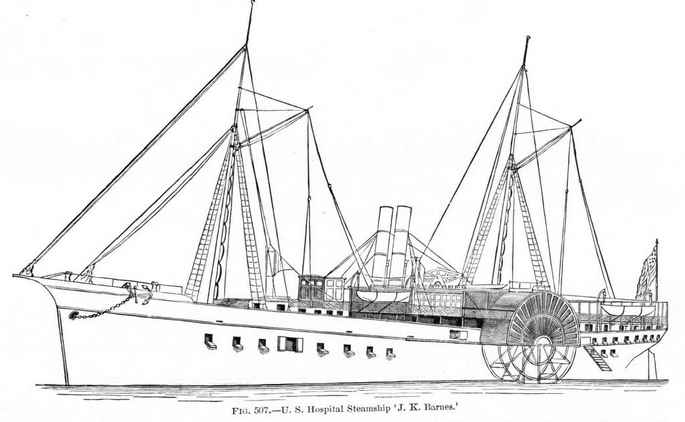
Le bateau-hôpital de l'Union J. K. Barnes (MSHWR).

La plupart des navires ainsi affrétés temporairement furent rendus à la vie civile après l'opération, laissant le D. A. January seul en service, alors qu'un véritable navire-hôpital capable d'accueillir 1 000 hommes était construit à partir de la coque du vapeur Nashville et amarré à Milliken's bend.
Les opérations militaires reprenant autour de Vicksburg exigèrent la remise en service du City of Memphis et du City of Alton et la petite flotte ainsi reconstituée assura le transport des malades et des blessés vers Memphis et Saint Louis.
Parallèlement, malgré l'avis négatif du Service médical, des bateaux sans aménagements particuliers étaient également utilisés en urgence pour le transport des blessés, avec des conséquences dramatiques sur la mortalité.
Entretemps, alors que la conquête du Mississippi présageait de nouvelles victimes, le City of Louisiana était finalement restructuré en navire-hôpital, la marine équipait définitivement le Red Rover et le Woodford, tandis que le D. A. January était reconstruit, avec une attention particulière aux cuisines, à l'aération et au contrôle de la température.
Comme l'ensemble de l'organisation du Service médical, celle du transport par bateau s'améliora avec l'expérience. Les premiers transports étaient assaillis par les familles des blessés, leurs amis, une foule de badauds, d'associations caritatives et de profiteurs qui exigeaient le passage gratuitement. Les relations avec l'intendance furent également difficiles à mettre en place, jusqu'à ce que l'Armée décide que le médecin responsable du navire-hôpital serait, de fait, Acting assistant commissary of subsistence ce qui lui permettait de commander et d'accuser réception des fournitures nécessaires à son expédition.

## Bilan sanitaire et conséquences sur la médecine militaire
On estime aujourd'hui que les quatre années de conflit firent 365 000 morts dans les rangs de l'Union (dont 140 000 en action) et 260 000 morts chez les Confédérés (dont 72 500 en action), soit un total de 625 000 morts auxquels viennent s'ajouter 535 000 blessés,
Si « les services médicaux représentent un des échecs les plus consternants de la guerre de Sécession », ce conflit total ouvrit les yeux des militaires, du corps médical, des politiques et du public sur les enjeux et les conséquences sanitaires de la guerre moderne.
L'expérience de terrain vécue par les soldats, leurs commandants, les ambulanciers, les infirmiers et les médecins fut associée à l'énorme recueil de données effectué pendant les quatre années de guerre pour tirer les enseignements du conflit, du point de vue médical et chirurgical, mais, également et surtout, organisationnel et logistique.
L'exploitation raisonnée des statistiques, significatives, malgré leurs lacunes, du fait du nombre extraordinaire de cas répertoriés, introduisit le Service médical des armées dans l'ère moderne. La rédaction et la publication, de 1870 à 1883 des six volumes de la Medical and Surgical History of the War of Rebellion marquent le début d'une approche analytique des pratiques sanitaires en temps de guerre.
La mobilisation, dans la longue durée, d'armées de grandes dimensions, obligea également les médecins militaires à se confronter à des pathologies, comme l'alcoolisme ou les maladies vénériennes, nécessitant une approche par l'hygiène. Ils abordèrent aussi, timidement, la dimension psychologique du conflit, en décrivant les syndromes « nostalgiques » qui frappaient le contingent. Ils rationalisèrent l'architecture hospitalière et, en regroupant les malades par catégories dans différents services, initièrent un processus de spécialisation qui prit toute son ampleur dans les années qui suivirent la fin du conflit. Ils expérimentèrent la réduction des fractures par fixateurs externes, tentèrent les premières greffes de peau et s'essayèrent, avec un certain succès, aux premières reconstructions faciales.

Reconstructions faciales effectuées par les chirurgiens pendant le conflit
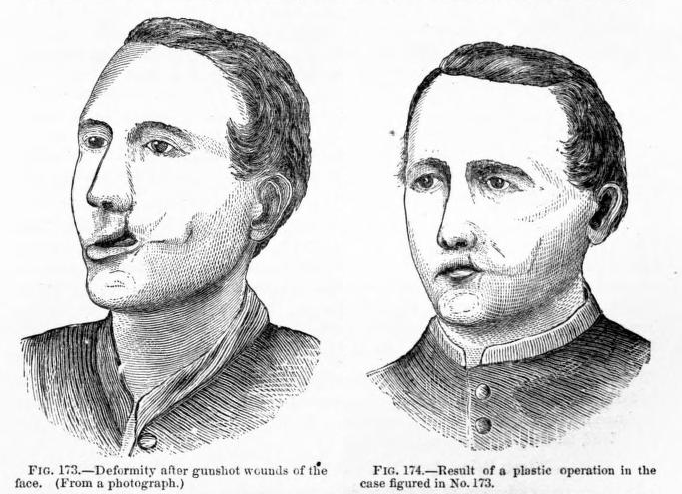

L'incapacité du corps médical à faire face, seul, à la dimension sanitaire du conflit, donna naissance à un important corps infirmier qui, inspiré par le travail de Florence Nightingale pendant la guerre de Crimée, se professionnalisa rapidement et s'imposa définitivement comme un acteur essentiel de la chaîne de soins,. De même, les organisations caritatives, qui s'étaient démontrées essentielles pendant la guerre, s'installèrent définitivement dans le paysage, avec la fondation, notamment, de la Croix-Rouge américaine à l'initiative d'anciennes volontaires du conflit.
Comme l'ensemble de la société américaine, le corps médical fut profondément bouleversé par les quatre années de conflit, qui constitua un tournant pour toute une génération de praticiens, et pour l'ensemble de la médecine.